# Inmigración italiana en Costa Rica
La inmigración italiana en Costa Rica se refiere a uno de los movimientos migratorios más numerosos e importantes que recibió históricamente la República de Costa Rica, pues se encuentra solo por detrás de la española y arriba de la afroantillana. Los ítalocostarricenses son una de las mayores colectividades de origen europeo en el país, incluso superando a ciertos grupos étnicos de la nación como a los amerindios, y solo por detrás de los hispanocostarricenses. La comunidad itálica de Costa Rica es la más numerosa de América Central y el Caribe, y —pese a su relativo pequeño tamaño en comparación con otros asentamientos latinoamericanos— es una de las que más peso cultural y demográfico tiene en América.
Durante la segunda mitad del siglo XIX y hasta bien entrado el siglo XX arribaron oleadas de inmigrantes de todas las regiones de Italia. Sin embargo, en los primeros contingentes la mayoría de los italianos procedían de regiones del Septentrión en especial de Lombardía, mientras que de 1900 en adelante, estos inmigrantes provenían primordialmente del sur, en particular de Calabria y Sicilia.
La inmigración itálica en el país, junto con la de españoles y jamaiquinos, formó parte esencial de la consolidación del Estado actual e identidad cultural del país. Hoy en día, se encuentran diversas conexiones importantes con la cultura italiana en términos idiomáticos, gastronómicos y sociales. Existiendo —además— en la genealogía costarricense multitud de apellidos y linajes italianos.

## Comunidad ítalocostarricense

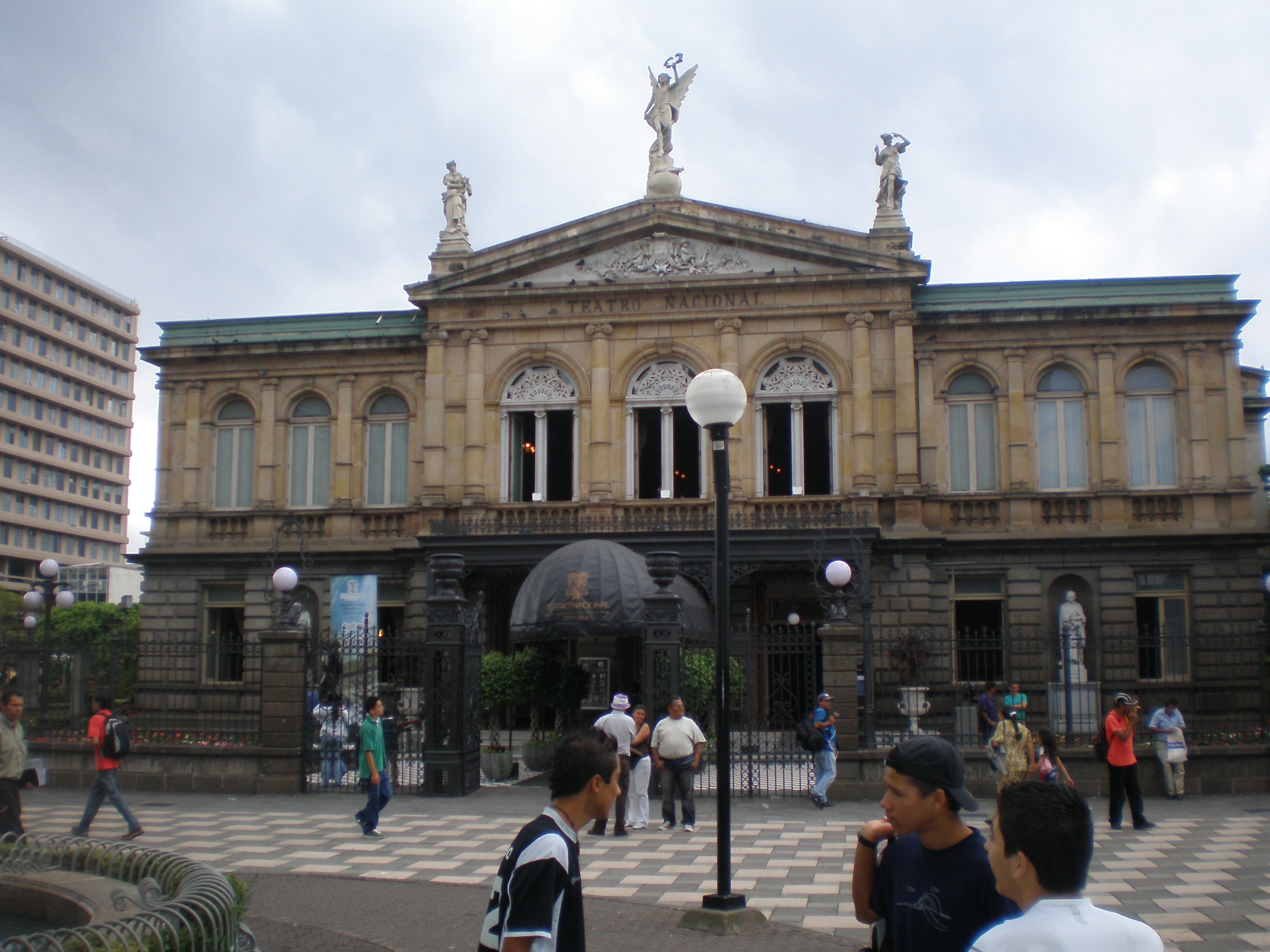
El Teatro Nacional en San José fue hecho, durante el clímax inmigratorio, por el ingeniero italiano Cristoforo Molinari en 1897. Tiene una enorme semejanza con La Scala de Milán.

Actualmente, la población de origen italiano es la segunda más importante en Costa Rica (luego de la española), pues supera el medio millón de personas. Siendo la más grande de Centroamérica y una de las que mayor proporción tiene en América. Incluso, en la actualidad la comunidad italiana presente en el país es de las colectividades europeas más importantes, pues roza las 2000 personas y se encuentra solo detrás de los españoles y británicos.
La migración tuvo su auge a finales del siglo XIX y se extendió durante casi todo el siglo XX. En 1887, uno de los años con mayor afluencia inmigratoria, los italianos representaron  —junto con españoles y jamaiquinos— la mayor colectividad asentada en el país, disminuyendo luego con el aumento porcentual de otras corrientes de inmigrantes. Los efectos de la llegada de los italianos al nuevo país fueron primordiales para el establecimiento de la actual Nación y sociedad costarricense, observándose multitud de conexiones culturales entre ambos pueblos, aún en la actualidad.
Aunque las proyecciones más optimistas cifran que alrededor de 20.000 italianos se asentaron en el país (siendo casi la mitad calabreses), fue Costa Rica una de las naciones donde tuvieron mayor peso demográfico y social. Estos ingresaron en oleadas de varios cientos o miles desde la década de 1880 hasta la colonización de San Vito, siendo el destino ístmico preferido de la migración transoceánica italiana durante ese periodo y hasta la actualidad, al igual que Estados Unidos en Norteamérica o Brasil, Argentina y Uruguay en Suramérica.

## Historia
Debido a su papel tan importante para el país es complejo resumir la historia de la inmigración italiana en Costa Rica. Sin embargo, se considera que inició durante el Imperio español, de manera discontinua, y prácticamente se terminó algunos años después de la Segunda Guerra Mundial, cuando se concretaron diversos proyectos de colonización en la Zona Sur. De esta manera se distinguen cuatro periodos, de acuerdo con la académica italo-costarricense Rita Bariatti:
- Una emigración individual de la época colonial hasta la segunda mitad del siglo XIX.[10]
- Una corriente de emigración en masa en la década de 1880.
- La emigración todavía cuantiosa pero reducida, entre 1889 y 1950.
- La colonización de San Vito en Coto Brus, entre 1951 y 1968.

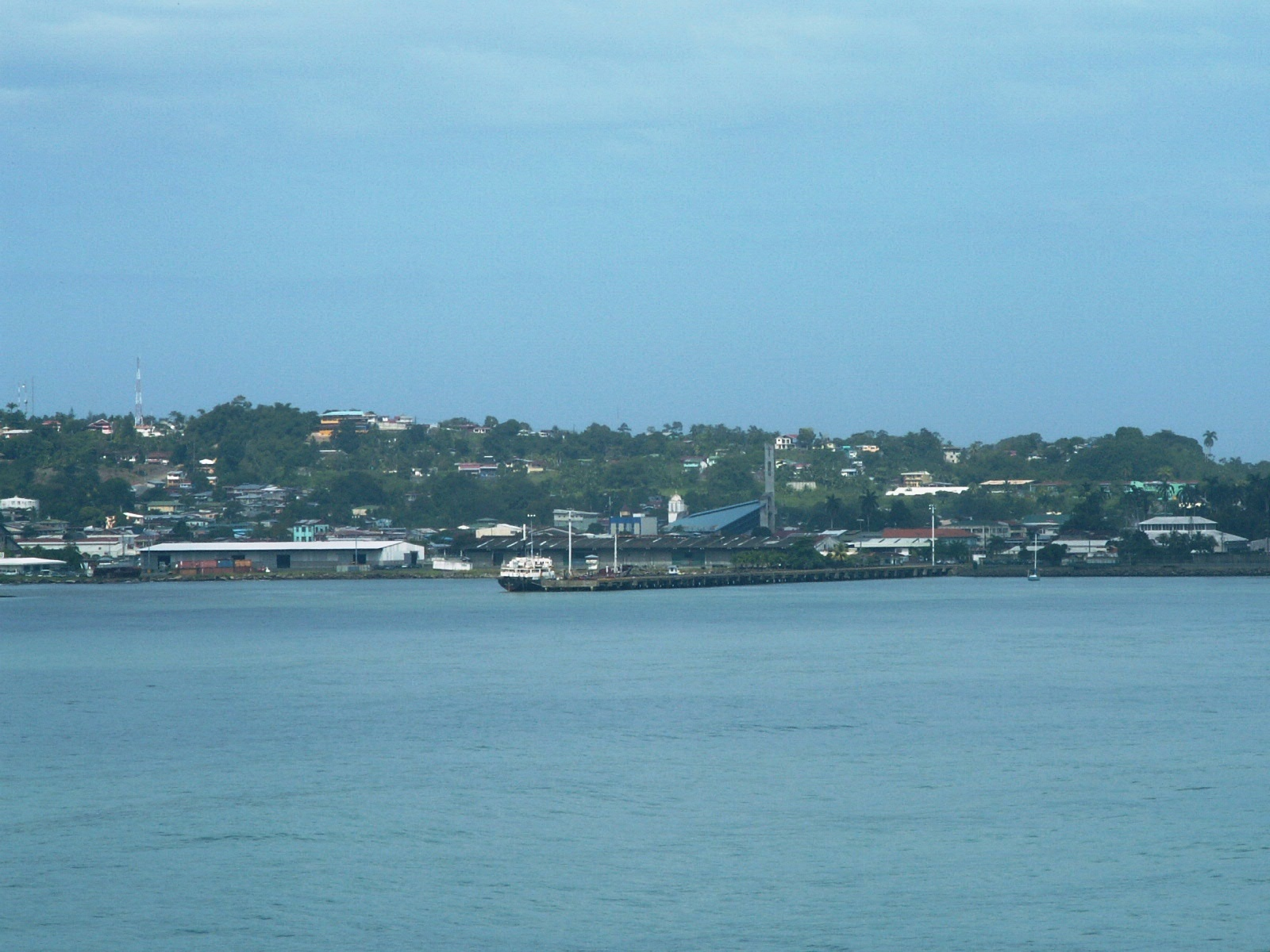
Puerto Limón, en la provincia homónima, fue uno de los principales puntos de entrada de inmigrantes al país, no solamente italianos sino de todo el mundo.

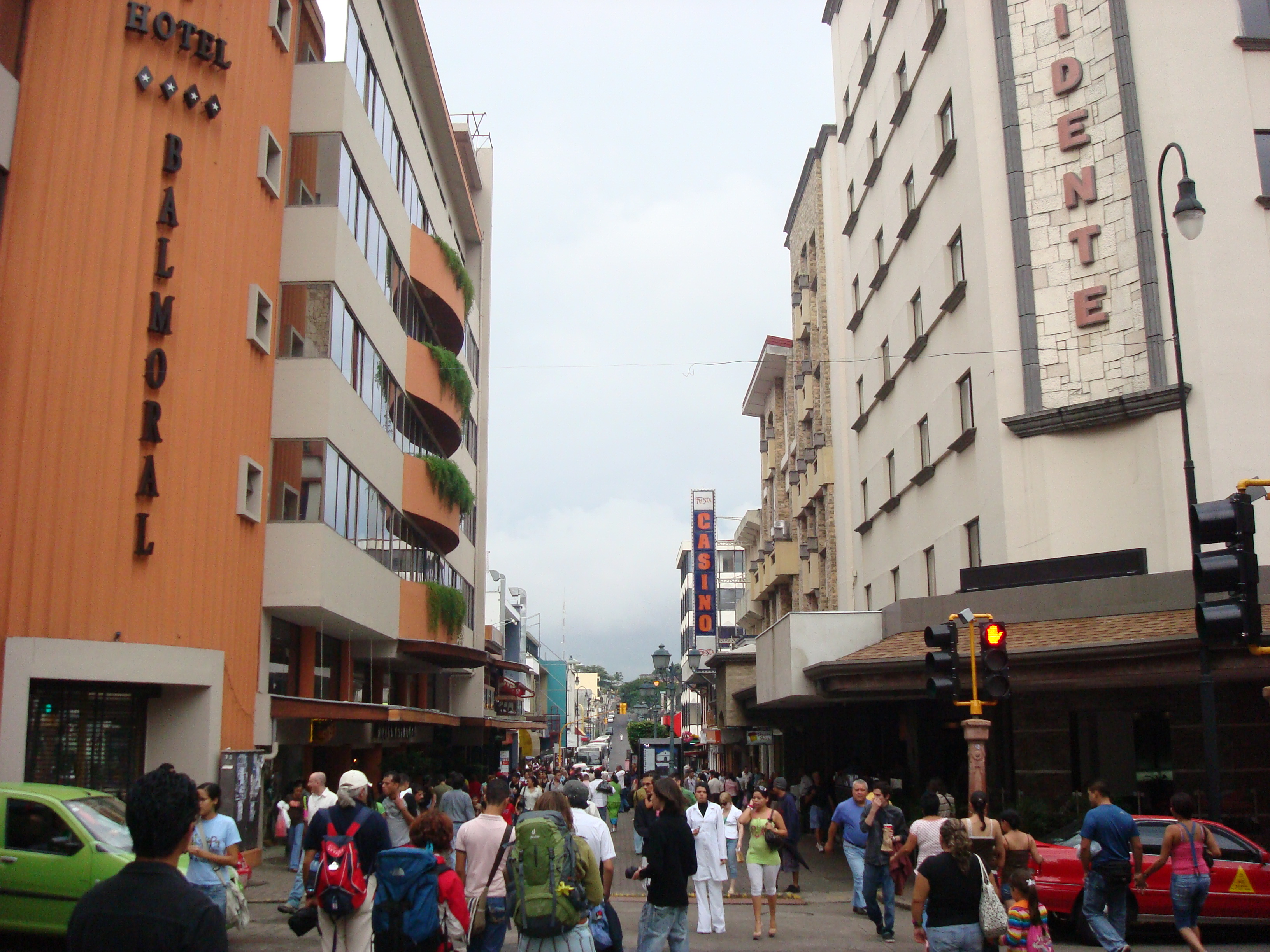
Por su parte, fue San José la ciudad que más inmigrantes recibió, entre ellos los italianos.

Por otro lado, las motivaciones de los italianos para cruzar el Atlántico y radicar en América fueron desde la posibilidad de negocios y mejoras económicas, hasta causas tan disímiles como el éxodo por la guerra, el hambre y la pobreza o la contratación masiva para trabajar en el nuevo continente. Los inmigrantes itálicos que entraron a Costa Rica lo hicieron motivados por una o varias de las causas anteriores.

### La inmigración aislada e individual: 1502 - 1880
El genovés Cristoforo Colombo fue el descubridor de Costa Rica en su cuarto viaje hecho en 1502. En las décadas sucesivas lo siguieron unos pocos genoveses.

A la provincia de la capitanía General de Guatemala llamada Costa Rica, llegaron algunos migrantes de los estados italianos, cuya afluencia más bien fue esporádica, en su mayoría procedían de la zona de Génova, tierra de navegantes. Algunos se unieron a los conquistadores y otros a los gobernadores que enviaba la Corona. Unos fueron marinos de profesión, oficio que habían dejado para dedicarse al comercio.En Costa Rica la mayor parte residió en la ciudad de Cartago. No se sabe que hayan llegado mujeres, pero ellos fundaron familias de gran antigüedad en Costa Rica como los Bertora, los Granado, los Valerín y los Volio entre otros. Entre los mas importantes tenemos al doctor Esteban Corti, al presbítero Manuel Antonio Chapuí y a José Santos Lombardo. Carmela Velazquez

Durante la época colonial del país, la pobre y austral provincia costarricense perteneciente a la Capitanía General de Guatemala no representaba un destino atractivo para inmigrantes de casi ningún país europeo. Mucho menos de Italia, que se encontraba sumida entre enfrentamientos de franceses, españoles y suizos; y dividida en multitud de pequeños estados. Aun así se registraba la entrada de algunas pocas decenas de itálicos a Costa Rica, por lo que durante este periodo el flujo migratorio sería esporádico, es decir: una migración aislada, ocasional y cuantitativamente poco importante y que, sin embargo, por esas mismas propiedades no deja de ser importante como fenómeno social.
Por otro lado y ya en el siglo XIX; cuando el Congreso de Viena disolvió al Reino de Italia en 1815 y Costa Rica se independizó del Imperio español en 1821, la situación migratoria seguía siendo esporádica, pese a que los nuevos gobiernos del país eran claramente favorables respecto a la inmigración europea. Ya en 1850 el gobierno de Juan Rafael Mora Porras había creado la Junta Protectora de las Colonias; y desde 1821 hasta la década de 1860 fracasaron, por mala planificación, cuatro importantes proyectos de colonización privada de ingleses, franceses y alemanes. A esos inmigrantes no se les había dicho lo principal: que la ubicación de las colonias se encontraba en lugares lejanos y sin caminos de acceso.
Pero no todos los inmigrantes europeos aspiraban a la colonización. En un estudio del contexto costarricense, entre 1800 y 1850, se ha señalado que el aporte del inmigrante europeo fue significativo para la transformación socioeconómica del país y que la importancia de ese inmigrante, generalmente mercader individual, fue esencialmente cualitativa.
Luego, el comienzo de la construcción del Ferrocarril al Atlántico conllevó el empleo de un sinnúmero de brazos, que la siempre reducida población costarricense no podía proporcionar. En 1873 se trajeron al país 653 chinos y el maltrato que recibieron provocó una rebelión en 1874. Para ese año también trabajaban en el tren unos mil negros procedentes de Jamaica. Pero lo que se deseaba era atraer inmigrantes europeos y la construcción de la línea férrea al Caribe sería la causa ideal para conseguirlo.

### La inmigración masiva: 1880 - 1960
Fue en este lapso de casi un siglo que la inmigración italiana se tornó en un fenómeno verdaderamente importante para el país, y perdió su estatus esporádico. Ahora, la migración tendría importancia no solamente cualitativa, sino cuantitativa, y representaría un relevante crisol humano y social para todo aspecto de la nueva República de Costa Rica.

#### El ferrocarril al Atlántico: 1886 - 1889
La falta de mano de obra causó que Minor Keith —a quien el gobierno costarricense contrató la construcción del ferrocarril al Atlántico— empleara a casi 2000 hombres italianos, ya que estos eran considerados una fuerza laboral más atractiva de acuerdo a factores económicos y cánones etnocéntricos de la época.
En el contexto general de la inmigración italiana en Costa Rica, destaca especialmente la corriente migratoria masiva de los años 1887 y 1888, por varias razones de índole cuantitativa y cualitativa. Primeramente, sobresale lo cuantioso de esa inmigración, al llegar a casi millar y medio de individuos. Luego resaltan otros aspectos: que los inmigrantes eran oriundos de una misma provincia del norte de Italia (o bien de lugares muy aledaños a ella), que habían firmado un contrato para trabajar en la construcción del ferrocarril al Atlántico, que protagonizaron la famosa "huelga de los italianos" y que, en fin, sentaron las bases para que se constituyera en el país una comunidad italiana consistente.
El movimiento campesino llamado La Boje, que sacudió a la provincia de Mantua (región de Lombardía) en 1885 fue una de las causas del éxodo desde el norte de Italia. Y es exactamente desde esa provincia que se contrató la mayoría de los emigrantes italianos que vinieron a Costa Rica, entre 1887 y 1888, para trabajar en la finalización del ferrocarril al Atlántico. Fueron dos grandes expediciones de trabajadores: primero, en noviembre de 1887 salió desde Génova el vapor Australia con 756 trabajadores a bordo. Luego, el 23 de marzo de 1888, se firmó en Ostiglia (pequeña ciudad de la provincia de Mantua) un contrato entre un representante del empresario ferrocarrilero Minor C. Keith y un representante de un numeroso grupo de trabajadores; a mediados de abril salía el vapor Elisa Anna con 800 inmigrantes, superando ya el millar y medio de trabajadores itálicos en la línea férrea.
Luego, en octubre de 1888, los trabajadores italianos alojados en la zona del Reventazon promovieron una huelga tan masiva como lo había sido su inmigración, y la primera manifestación de este tipo acaecida en el país. El descontento de los trabajadores italianos estalló el día 20 del mismo mes, cuando todos abandonaron sus campamentos y huyeron hacia Cartago. Terminada la construcción del ferrocarril y la "huelga de los italianos", más de la mitad de los migrantes itálicos contratados por Minor Keith deciden radicarse en Costa Rica y se dispersan por todo el país, principalmente en San José y Limón, el resto parte de nuevo a Italia.
La inmigración italiana a finales de los siglo XIX, heredó al país el Teatro Nacional, parte de la vía férrea entre el Atlántico y el Pacífico, la primera huelga laboral que fue organizada por trabajadores italianos y una inconmensurable influencia socioeconómica, cultural, arquitectónica e incluso industrial. Finalmente, sería el fin de la inmigración masiva lombarda, y el inicio del asentamiento aún más numeroso de calabreses, ambas corrientes inmigratorias servirán para poder sentar una verdadera, sólida y cuantiosa comunidad ítalocostarricense.

#### La época floreciente: 1890 - 1939

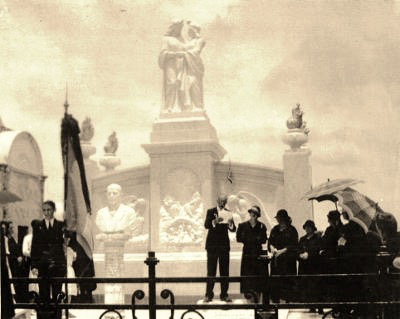
Inauguración del mausoleo de la Società Italiana di Mutuo Soccorso en el Cementerio General de la República.

Según el censo de 1892 había cerca de 700 italianos en Costa Rica; sin embargo unos 10.000 habitantes de esta pequeña nación tenían ya entonces raíces italianas, siendo uno de los porcentajes más altos del continente. En esos años fueron fundadas las primeras asociaciones italianas y una de ellas fue la Società Filantropica Italiana, creada para proteger a los italianos pobres.

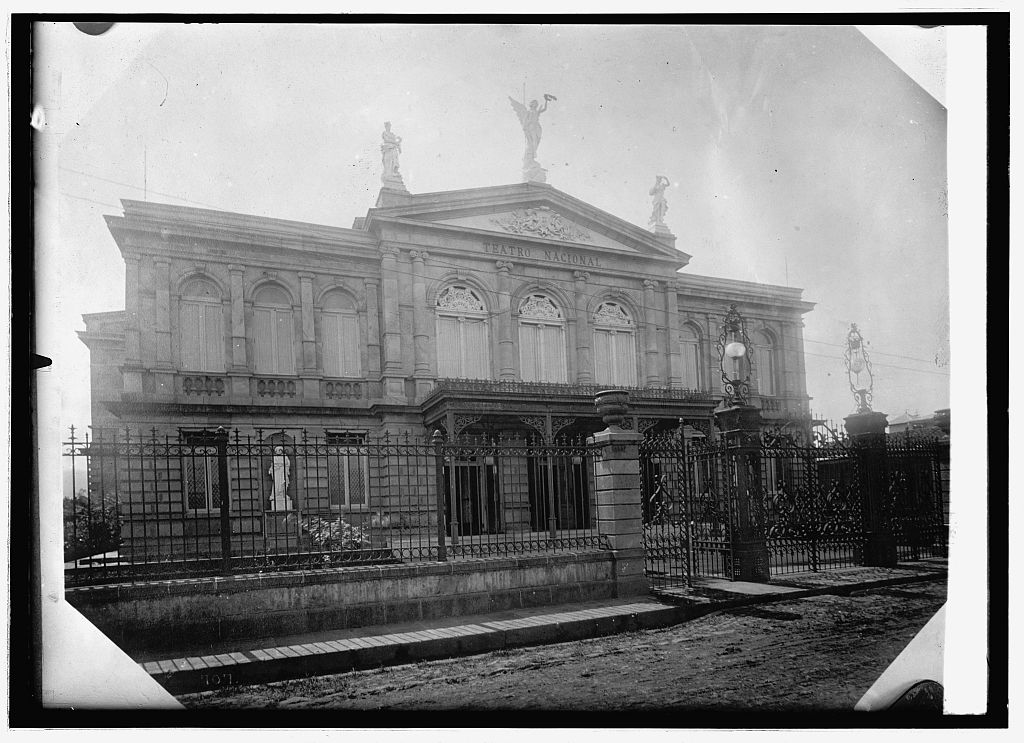
El Teatro Nacional se edificó durante este periodo y con una destacable influencia italiana, pues había inmigrantes enlistados en la construcción del mismo.

En la primera década del siglo XX empezó a ocurrir en Costa Rica (que tenía solamente 300.000 habitantes, de los cuales más de 3.000 eran italianos) una importante emigración desde Calabria, principalmente de la ciudad de Morano Calabro. En esos años Costa Rica se consolidó como la nación favorita de la emigración italiana en la América Central, pues son cerca de 7.000 calabreses los que entrarían a Costa Rica durante los inicios del siglo.
Fue durante esta época que se cohesiona satisfactoriamente la colectividad italiana en el país, cuyo núcleo indiscutible fue —y sigue siendo— la ciudad de San José. Empiezan a fundarse asociaciones civiles de inmigrantes, aparte de la Sociedad Filantrópica Italiana, como: la Asociación Italiana de Socorros Mutuos en 1902, el Club Italiano en 1904 y el Centro Italiano en 1905. Finalmente, en 1903 la comunidad italiana logra establecer un imponente mausoleo en el Cementerio General de San José, que aún se conserva y se localiza al lado del mauseolo de la Sociedad Española de Beneficencia.
Además, durante este lapso es que: los linajes italianos se extienden por todas las capas sociales de la demografía costarricense, muchos inmigrantes logran establecer sus negocios, comercios y empresas de una manera satisfactoria, comienzan a nacer futuros e ilustres ítalocostarricenses de una manera masiva y verdaderamente se experimenta una prosperidad sin precedentes entre algunas cúpulas de la sociedad italiana radicada en el país.
Así, crece continuamente la colectividad itálica del país, hasta superar las 15.000 personas en el Periodo de Entreguerras. proviniendo la mayoría de la zona del Mezzogiorno, en particular de Calabria y Sicilia. Pero sería durante la Segunda Guerra Mundial que el flujo de inmigrantes queda casi paralizado y la floreciente época dorada de la colectividad italiana llega a su fin, pues la comunidad tendrá que enfrentar una de sus más difíciles pruebas.

#### La parálisis y la persecución: 1940 - 1945

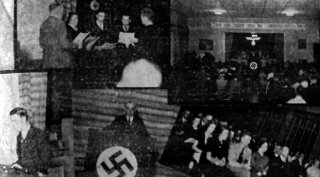
Actividad nazi llevada a cabo en el Club Alemán de San José en 1930: la proliferación del nazismo y el fascismo en las comunidades germana e itálica de la época fueron una de las causas de la persecución.

Durante la Segunda Guerra Mundial los italianos no solamente dejan de emigrar hacia Costa Rica, sino que el gobierno declara la guerra al Eje y empieza a perseguir, arrestar e incluso deportar hacia los Estados Unidos o a campos de concentración a los ciudadanos alemanes, italianos y japoneses.
Esta sería una de las épocas más duras para la colectividad, pues aparte de que cientos de personas perdieron su trabajo, negocio y libertad; se vieron innumerables casos de familias divididas. A eso se le suma el estancamiento en el flujo de inmigrantes italianos, quedando paralizado el crecimiento sostenido y floreciente que experimentó la comunidad desde finales del siglo anterior.
Después de la Segunda Guerra Mundial, el gobierno liberó a los italianos presos y regresó a los que fueron deportados, además hubo una limitada recuperación de la emigración italiana, en parte proveniente de las antiguas colonias italianas (como Libia) y, nuevamente, del sur de Italia.

#### La colonización de San Vito: 1950 - 1960
Luego, durante la década de los 50, la inmigración tomó nuevamente un carácter discontinuo, hasta el año de 1952 en el que el gobierno de Costa Rica organizó un proceso de creación de colonias agrícolas. Su propósito era doble: en primer lugar se buscaba poblar al país con inmigrantes y en segundo lugar, asentar a esta población en sitios periféricos del país. El caso más exitoso se dio al sur de la provincia de Puntarenas, en la comunidad de San Vito, que se fundó gracias a la colonización de personas provenientes de Europa, específicamente de Italia.
Fue así como un grupo de pioneros italianos de cuarenta diferentes lugares, desde Trieste hasta Tarento, con un puñado de Istria y Dalmacia, fue enérgicamente dirigido por los hermanos Vito y Ugo Sansonetti —fundadores de la Sociedad Italiana de Colonización Agrícola y contratados por el Estado para llevar a cabo la colonización— asentándose de manera masiva en el cantón de Coto Brus y fundando, entre otras comunidades, la de San Vito de Java.

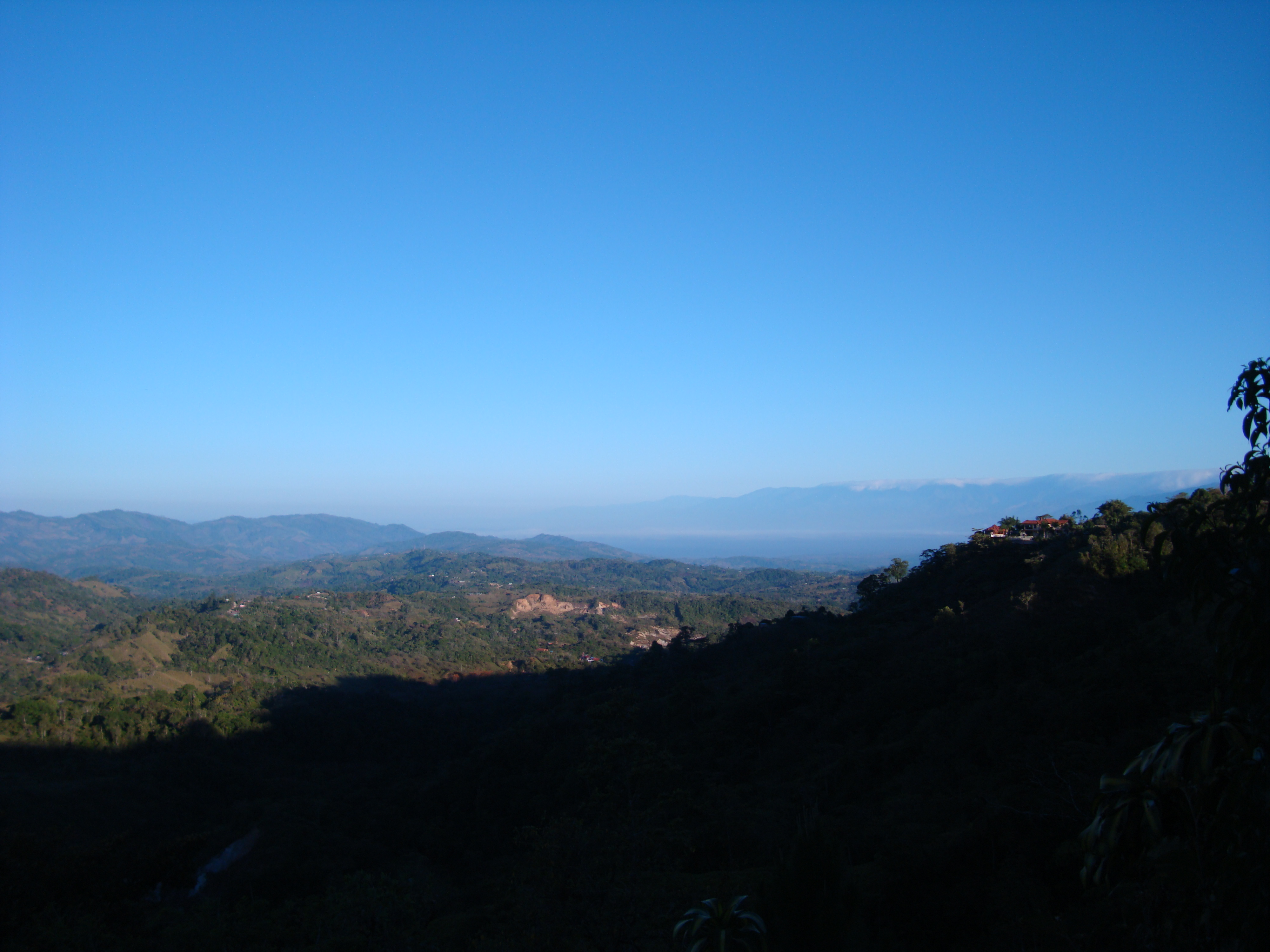
Vista del área de San Vito, la comunidad colonizada por italianos en la década de los 50.

Esta inmigración italiana constituye un ejemplo típico de la colonización agrícola dirigida, la cual se asemeja en muchos aspectos a lo ocurrido en otros lugares de Latinoamérica. Sin embargo, fue este uno de los casos más relevantes de inmigración procedente de Italia, pues hasta nuestros días se preservan nexos culturales bastante fuertes como: el hecho de que en esta comunidad y sus alrededores se habla el idioma italiano, existe un dialecto castellano regional con fuerte influencia italiana, se divisa una marcada gastronomía ítalocostarricense y multitud de personas descienden de los itálicos colonizadores del siglo XX. Inclusive San Vito es la única localidad costarricense donde la lengua italiana es estudiada obligatoriamente en las escuelas primarias y secundarias.
Actualmente, los italianos de Costa Rica y sus descendientes han alcanzado niveles de máxima importancia y se encuentran distribuidos en todas las provincias y clases sociales del país.

## Regiones de origen
Como se menciona anteriormente, los italianos que emigraron a Costa Rica lo hicieron desde todas las regiones de Italia, ya sea de manera esporádica e individual o en arribos masivos. Igualmente, son tres corrientes migratorias multitudinarias las que destacan: la primera, acaecida en la década de 1880, trajo al país a miles de lombardos y sentó las bases para la futura consolidación de la colectividad en la nación. La segunda, que ocurrió a partir de 1900, constituyó la más grande de todas, pues se compuso de más de 10.000 italianos sureños, siendo el 70% de Calabria. Por su parte la tercera, y última, se dio en la década de los 50 cuando italianos de todas las regiones colonizaron la Zona Sur de la nación.

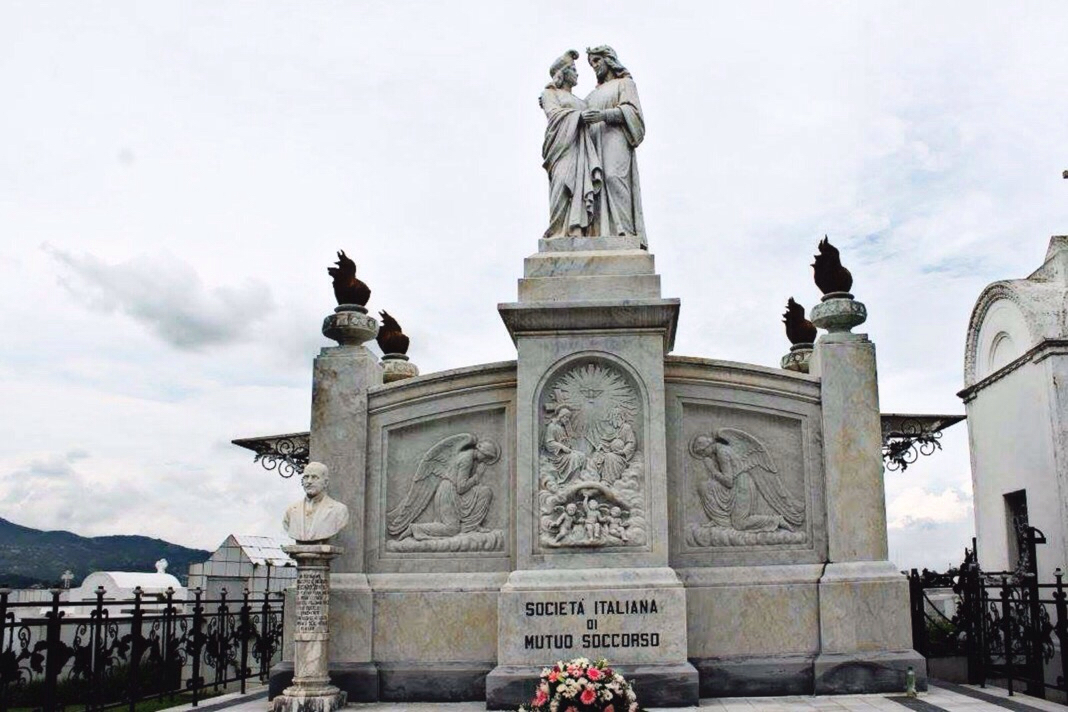
Estado actual del Mausoleo Italiano en el Cementerio General, lugar de entierro de multitud de ítalocostarricenses.

### Lombardía
La inmigración lombarda fue la más importante de la Italia septentrional y durante el siglo XIX representó el más numeroso de todos los asentamientos italianos en el país, desarrollándose durante la primera oleada masiva de inmigrantes europeos. Se estima que de 1880 a 1890 más de 2000 lombardos ingresaron a Costa Rica, siendo el 75% de ellos trabajadores en la construcción del ferrocarril al Atlántico. Y es que la construcción de esa obra infraestructural fue la principal razón de la inmigración lombarda hacia el país en esa década, aunque también muchos otros arriban a la nación buscando diversas oportunidades económicas.
Las principales provincias de procedencia fueron: Mantua, Trieste, y en menor medida, Brescia y Cremona. Luego de la construcción de la línea al Caribe, al menos la mitad se establece de manera definitiva en el país, principalmente en San José. Para comienzos de los años 1890 ya la colectividad lombarda había aumentado cerca de 200 personas, pero tras la industrialización del norte de Italia y el inicio de la entrada masiva sureña, la comunidad perdió su estatus mayoritario en Costa Rica.

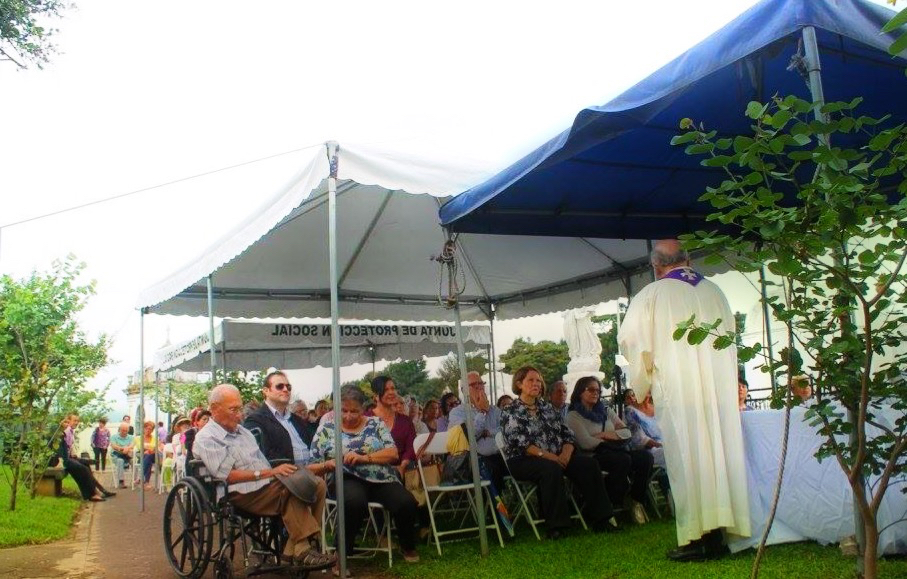
Misa celebrada por la comunidad italiana de San José, durante el Día de los Difuntos.

### Calabria
Por su parte, los calabreses representaron la más numerosa comunidad italiana asentada en Costa Rica, a partir de su arribo a inicios de los años 1900 y durante prácticamente todo el siglo XX. De toda la inmigración sureña que recibió Costa Rica, al menos un 70% provenía de Calabria, seguidos de lejos por sicilianos y lucanos. Y del total de la inmigración italiana asentada en el país durante la época, cerca de la mitad provenían de la región en cuestión, en especial de Morano Cálabro. Hoy en día, se estima que cerca de 7.000 italianos calabreses ingresaron a la nación durante ese lapso.
Fueron los inmigrantes calabreses los que extendieron la colectividad italiana a todas las provincias y clases sociales del país. Por otro lado, algunos establecieron importantes comercios y empresas, o se dedicaron a otros oficios y tareas liberales a inicios y mediados del siglo pasado. Muchos de sus linajes perduran aún entre la población costarricense, representando el símbolo definitivo de cohesión en la comunidad ítalodescendiente del país.
Las provincias de mayor procedencia fueron: Crotone y Cosenza, seguidas de Vibo Valentia y Regio. Los inmigrantes calabreses, y otros italianos especialmente del Mezzogiorno, mantuvieron un flujo constante de entrada al país hasta el inicio de la Segunda Guerra Mundial, cuando la migración itálica hacia Costa Rica se vio prácticamente frenada.

## Adaptación de los inmigrantes y descendencia

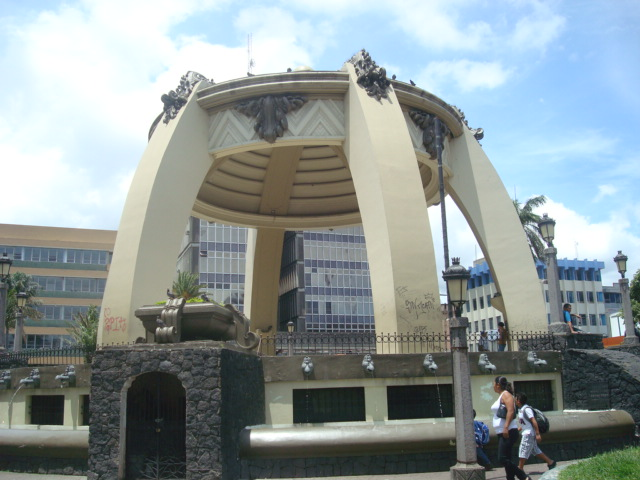
Vista del Parque Central en San José, uno de los espacios públicos de mayor congregación, junto con la antigua Soda Palace ubicada al frente del mismo, de la colectividad italiana durante el.

Con la inmigración italiana se crearon los ítalocostarricenses, o sea, los descendientes —nacidos en Costa Rica— de estos inmigrantes italianos. En comparación a la integración italiana en otras partes y sociedades del mundo, como en los Estados Unidos, los italocostarricenses no sufrieron de sentimientos anticatólicos o racistas preocupantes, que sí padecieron los afrocostarricenses. La fundamentalmente católica sociedad costarricense aceptó de manera generalizada a los nuevos colonos, con los que fueron capaces de construir al naciente país. Los italocostarricenses se integraron, en general, mejor en la sociedad que casi cualquier otra colectividad foránea, debido —entre muchas cosas— a la semejanza en los idiomas español e italiano, a la religión católica predominante y a la multitud y crisol humano que representó el asentamiento itálico en la nación.
Pese a eso, los inmigrantes italianos no estuvieron exentos de ciertos movimientos xenofóbicos, acaecidos durante la Segunda Guerra Mundial, en una época tan inestable como la de los años 1940 para Costa Rica y el mundo en general. Como se menciona anteriormente, el país declara la guerra al Eje y comienza una persecución y arresto de los ciudadanos italianos presentes en la sociedad costarricense.
Por otro lado, a los inmigrantes italianos y sus descendientes se les conoce como tútiles, un gentilicio acuñado en el contexto de la primera inmigración itálica masiva hacia el país. Este término se originó durante la construcción del ferrocarril, cuando los obreros italianos se organizaban en cuadrillas, comandadas por un jefe que los enlistaba al grito de "tutti qui!" ("¡todos aquí!", en italiano), exclamación que probablemente la población costarricense comenzó a relacionar con los inmigrantes itálicos durante su inicial arribo en masa al territorio.  
Superadas las adversidades de los años 40 y consolidada de manera satisfactoria la comunidad ítalocostarricense, comienzan a nacer y dispersarse multitud de personas con ascendencia italiana, al ser este el segundo grupo étnico más grande del país. Muchos de ellos logran destacarse en incontables ramas y disciplinas —desde la política hasta la actuación— generando un destacable aporte para la identidad costarricense.

### Ítalocostarricenses en el arte

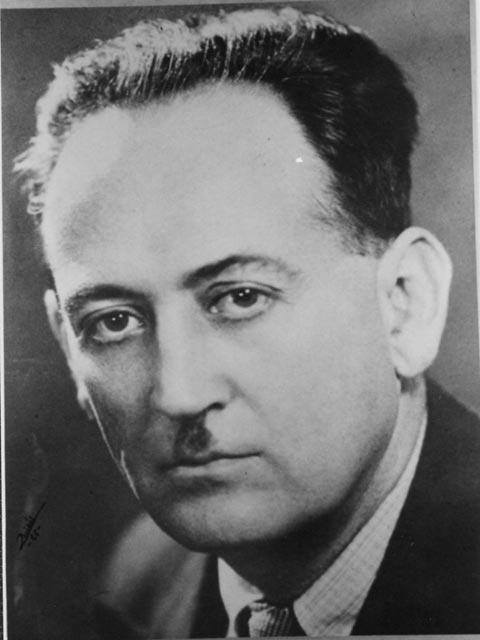
Moisés Vincenzi, escritor y filósofo.

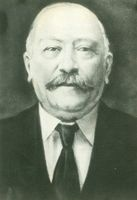
Carlos Gagini, destacado escritor del Olimpo.

Fue notable el aporte de los italianos al arte de Costa Rica —del más variado tipo y en todas sus ramas: actuación, escultura, filosofía, letras, música— pues aparte de producir nutridos contingentes de costarricenses de ascendencia italiana que se desempeñaron en el área artística, los inmigrantes itálicos también se caracterizaron por apoyar el desarrollo del arte, la educación y la cultura nacional.
Las letras costarricenses recibieron importantes aportes de: José Albertazzi Avendaño, Moisés Vincenzi Pacheco, Ana Cristina Rossi Lara, Eunice Odio Infante, Rodrigo Facio Brenes, Francisco Amighetti Ruiz, José María Arce Bartolini, María Eugenia Bozzoli Vargas, Arturo Echeverría Loría, Ana Piza Escalante, Marco Retana Padilla, Edmundo Retana Jiménez, Justo Facio de la Guardia, Adela Ferreto de Saenz, Luis Ferrero Acosta, Salvador Jiménez Canossa, Orlando Sandí Peña y Guillermo Malavassi Vargas. Todos ellos son destacados escritores de origen italiano, que han contribuido de manera importante a la producción literaria en Costa Rica, algunos también hicieron notables aportes a la filosofía. Mención aparte merece Carlos Gagini Chavarría de ascendencia ítalo-helvética, quien fue uno de los autores más reconocidos del país y que pertenece a la llamada Generación del Olimpo en literatura.
El área de la pintura, el dibujo y otras artes plásticas tuvo importantes contribuciones de: Francisco Amighetti, Emilia Cersosimo, Margarita Bertheau, Sandro Corsaro, Gaetano Tanzi, Luz Statuto, Margarita Fuscaldo, Mario Maffioli, Renata Lavezzi, Rodrigo Villarelli, Alma Storni, Walter Herrera Amighetti, Juan Portuguez Fucigna, Gerardo Valerio Trigueros, Grace Herrera Amighetti y Cecilia Amighetti Prieto. Por otro lado, en la actuación e interpretación se encuentran figuras como: Ana Poltronieri, Leonardo Perucci, Eugenia Fuscaldo, Daniel Zovatto, Rubén Pagura, Adriana Álvarez, Álvaro Marenco, Irene Rossi, Lillian Blandino, Giannina Facio, Milena Picado, Edgar Román, Fernando Chironi e Ildefonso Sandí. También existen innumerables músicos y cantantes ítalocostarricenses como: Ricardo Sossa, Enrique Briancesco, Luis Gabriel Loría, Mario Maisonnave, Marcelo Galli, Mario Tanzi, Tirone Sandí, Camilo Poltronieri, Oscar Protti, Rigo Mattei, Mauricio Guidi, y Francisco Loría.

### Ítalocostarricenses en la política

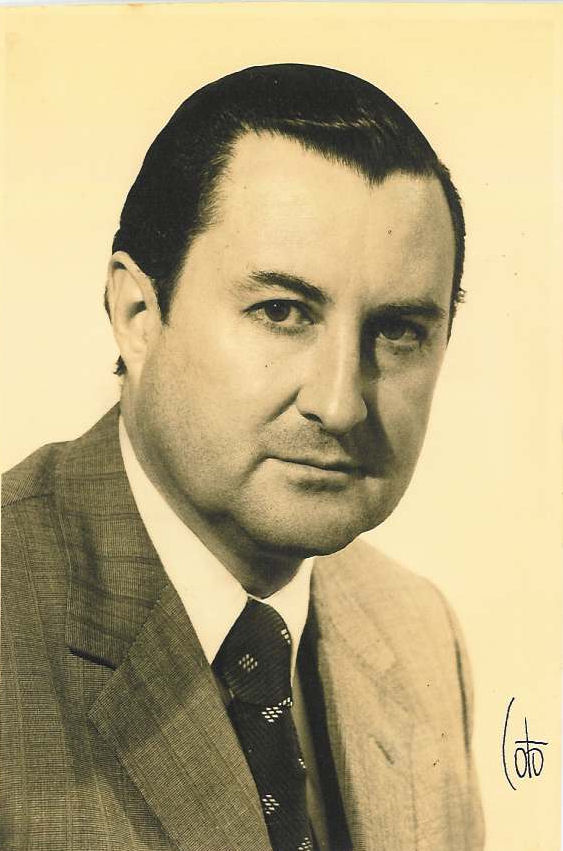
Jorge Rossi.

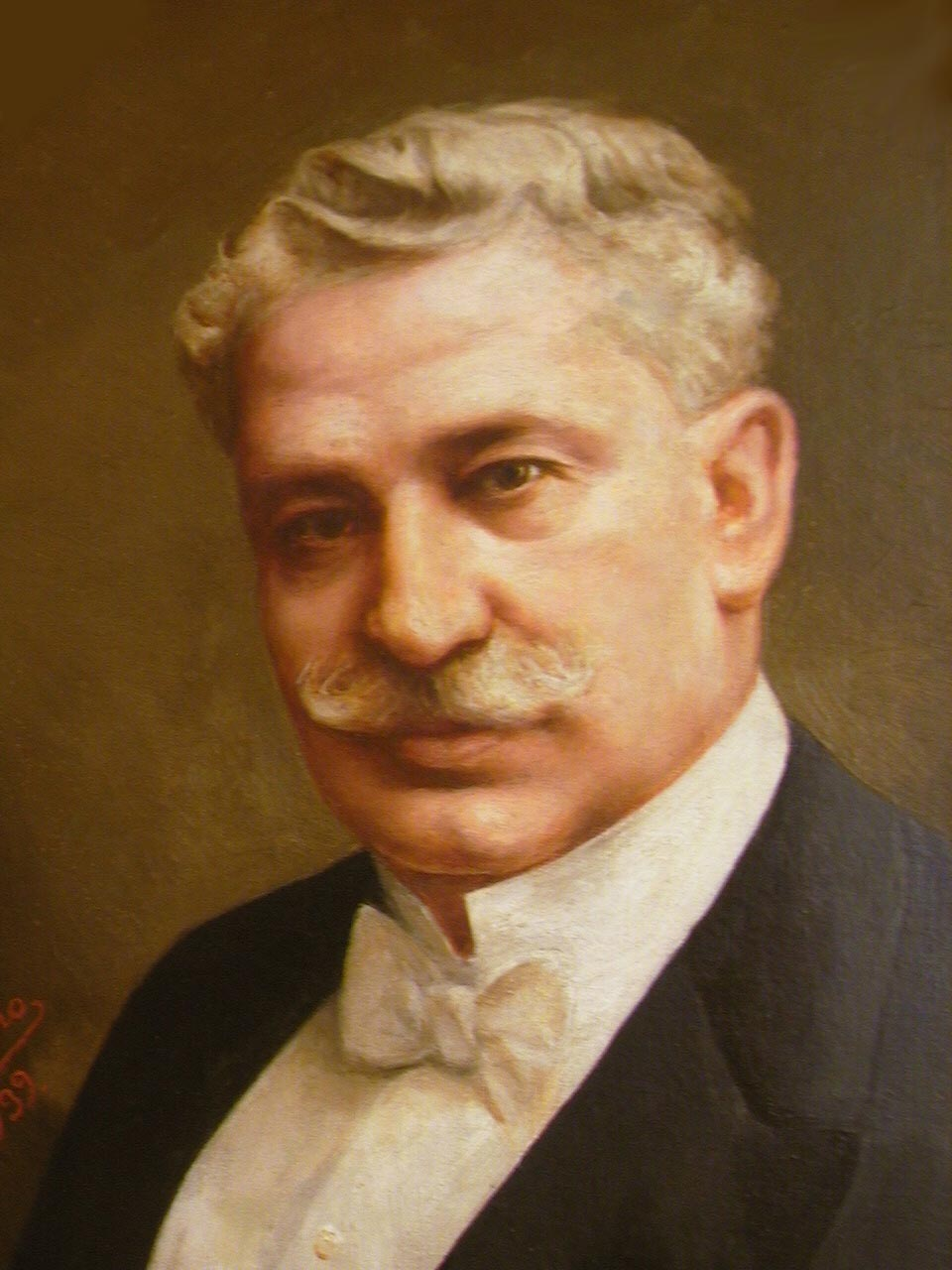
Julio Acosta.

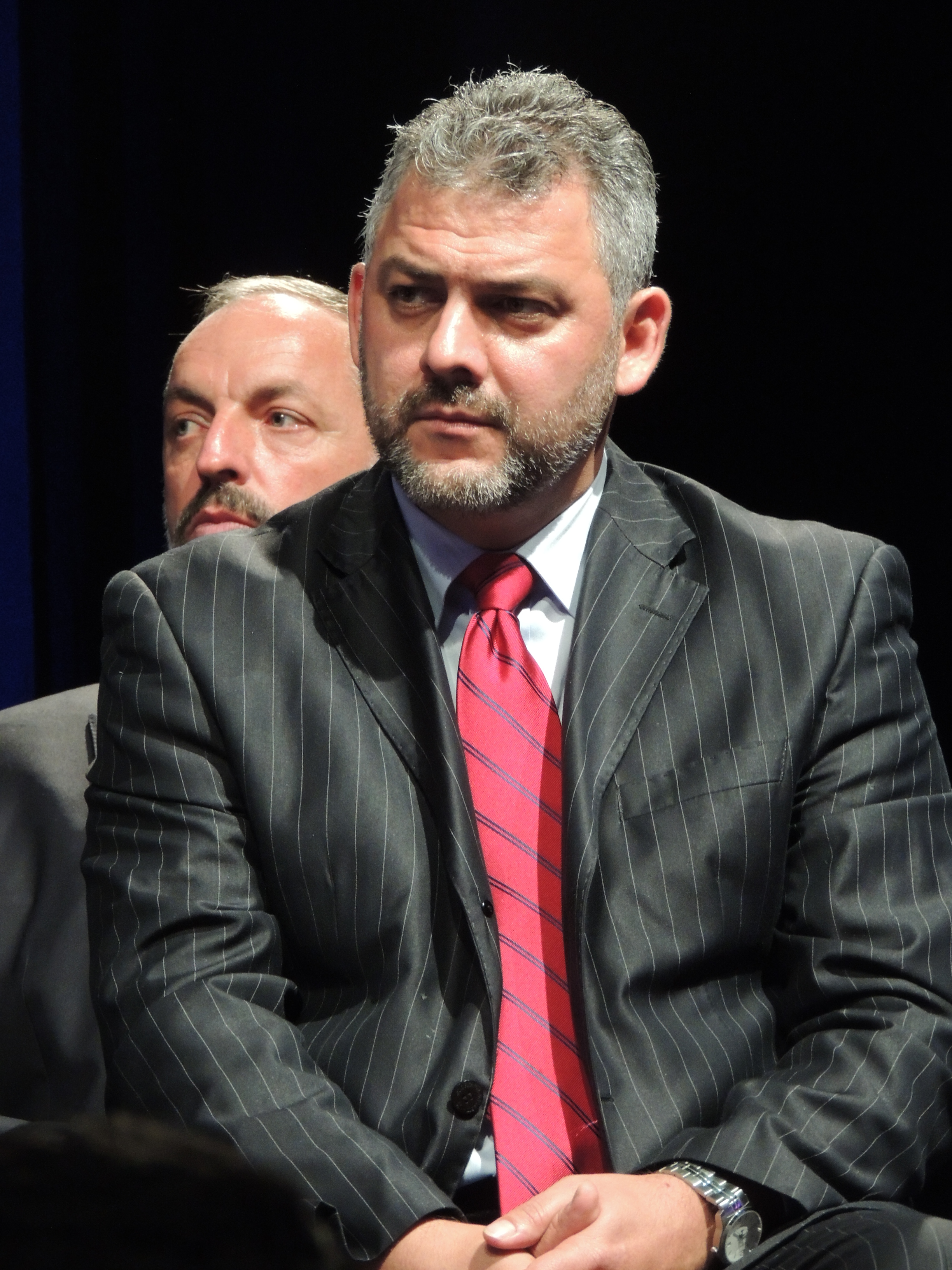
Carlos Segnini.

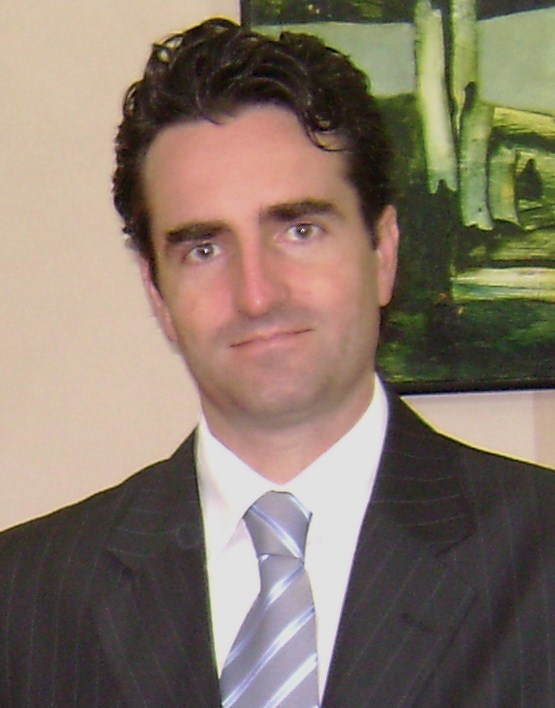
Bruno Stagno.

Es la política uno de los campos en los que más se han desempeñado los descendientes italianos, ejerciendo altos cargos en los Tres poderes del Estado y participando en la creación o impulso de varios partidos políticos destacables. De esta manera, 8 Presidentes de la República fueron ítalo-descendientes: Rafael Iglesias Castro (de ascendencia milanesa y jefe de Estado de 1894 a 1902), Julio Acosta García (presidente de 1920 a 1924 y descendiente de inmigrantes genoveses), Francisco José Orlich Bolmarcich (gobernó entre 1962 y 1966, era hijo de una dálmata italiana nativa de la isla de Cherso), Rodrigo Carazo Odio (jefe de Estado de 1978 a 1982, descendiente de genoveses), Miguel Ángel Rodríguez Echeverría (gobernó de 1998 a 2002, con ascendencia veneciana), Abel Pacheco de la Espriella (de origen milanés, presidente de 2002 a 2006) y Carlos Alvarado Quesada (gobernante desde el 2018 e hijo de Alejandro Alvarado Induni, descendientes de inmigrantes ítalo-suizos provenientes del Tesino), así como Federico Tinoco Granados (dictador de 1917 a 1919 y de ascendencia genovesa). 
Otros políticos de ascendencia italiana fueron candidatos presidenciales, entre ellos: Jorge Rossi Chavarría, José Francisco Aguilar Bulgarelli, Edwin Retana Chaves, Federico Malavassi Calvo y Rodolfo Piza Rocafort. Por su parte, fueron Vicepresidentes de Costa Rica: Julián Volio Llorente, Arturo Volio Jiménez, Jorge Volio Jiménez, Carlos Puppo Pérez, Alfredo Volio Mata, Jorge Rossi Chavarría, Astrid Fischel Volio, Elizabeth Odio Benito y Alfio Piva Mesén. Además, se desempeñaron como Presidentes del Congreso: José Albertazzi Avedaño, Gonzalo Facio Segreda y Ramón Aguilar Facio. 
Luego de la Revolución de 1948, serían —entre muchos otros— diputados notables de la Asamblea Legislativa: Roberto Quirós Sasso, Oscar Chavarría Poli, Víctor Quirós Sasso, José Rafael Cordero Croceri, José Francisco Aguilar Bulgarelli, Cornelio Orlich Bolmarcich, Alejandro Galva Jiménez, Joaquín Garro Jiménez, Ricardo Román Román, Adelina Zonta Sánchez, Álvaro Torres Vincenzi, Florentino Viale Marín, Rodolfo Piza Escalante, Arnoldo Ferreto Segura, Luis Antonio Monge Román, Emiliano Odio Méndez, Emiliano Odio Madrigal, Marcos Tulio Naranjo, Yolanda Calderón Sandí, Benjamín Muñoz Retana, Óscar Aguilar Bulgarelli, Carlos Rivera Bianchini, Claudio Vinicio Carvajal Orlich, Omar Corella lzquierdo, Hernán Fournier Origgi, Frantz Alberto Acosta Polonio, Irene Urpí Pacheco, Janina del Vecchio Ugalde, Rita Cháves Casanova, Luis Alberto Rojas Valerio, Agnés Gómez Franceschi, Aracelli Segura Retana y Franklin Corella Vargas. Muchos de ellos, aparte de ocupar un curul legislativo, tendrían una participación activa y destacable en la política nacional.
Finalmente, otros políticos ítalocostarricenses destacados, que ocuparían altos cargos en el gobierno central, en gobiernos locales, en una empresa estatal o en un partido político, son: Andrés Lippa Chaves, Bruce Masís Dibiasi, Jorge Pattoni Sáenz, Carlos Segnini Villalobos, Luis Felipe Arauz Cavallini, Eduardo Trejos Lalli, Leonardo Garnier Rímolo, Mauricio Boraschi Hernández, Maristella Vaccari Gil, Álvaro Coghi Gómez, Bruno Stagno Ugarte, Mónica Segnini Acosta, Francisco Dall'Anese Ruiz, María Elena Carballo Castegnaro, Velia Govaere Vicarioli, Osvaldo Pandolfi Rímolo, Francisco Dall'Anese Álvarez, José Santos Lombardo, Yolanda Ingianna Mainieri, Catalina Coghi Ulloa, Alberto di Mare Fuscaldo, Freddy Garro Arias, Montserrat Solano Carboni, Dagmar Facio Fernández y Carlos Viale Fallas, entre muchos otros.

### Ítalocostarricenses en la ciencia

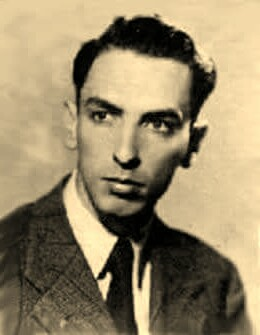
Carlos Collado.

Prácticamente todas las ramas de la ciencia en Costa Rica han recibido aportes de incontables ítalocostarricenses. Entre ellos destacan: Alfio Piva Mesén, quien además fue vicepresidente de la República, rector y fundador de la Universidad Nacional y director ejecutivo del InBio. Resalta también Luis Diego Gómez Pignataro, especializado en criptógamas vasculares, director del Museo Nacional de Costa Rica y de dos estaciones biológicas. Existen también muchos otros exitosos académicos científicos como: José Francisco di Stefano Gandolfi, Aldo Ramírez Coretti o Luis Alberto Fournier Origgi. Igualmente, se remarca el aporte de Adelaida Chaverri Polini, hija del químico Gil Chaverri Rodríguez, quien fuera una de las más destacadas ecólogas y conservacionistas en la historia del país.
Además, Caterina Guzmán Verri obtuvo el Premio Nacional de Ciencia y de Tecnología Clodomiro Picado Twight en 2002 por su investigación microbiológica sobre la bacteria escherichia coli, que le valió el reconocimiento científico internacional. Paralelamente es destacable el aporte de Bruno Lomonte Vigliotti en la inmunología costarricense, siendo también un reconocido académico y ganando el Premio Nacional Clorito Picado en 1986. Por otro lado, científicos italianos como Franco Pupulin Pupulin —especializado en el estudio biológico de orquídeas— radican en Costa Rica para realizar sus estudios y obtienen la nacionalidad costarricense. 
Otros científicos relevantes son Esteban Gazel Dondi, ganador del Premio Nacional Clorito Picado en 2009 por su estudio de los puntos calientes en las Islas Galápagos y el sur de Centroamérica, quien también obtiene el Premio Hisashi Kuno de la Unión Americana de Geofísica en 2016; y Jorge Marino Protti Quesada que ganó el Premio Nacional Clorito Picado en 1996, por sus estudios en geología y geofísica.
Son igualmente remarcables los aportes médicos de Carlos Collado Martínez, quien se desempeñó durante la Segunda Guerra Mundial; Esteban Corti Rocca, reconocido doctor en la época colonial costarricense, o Luis Guillermo Parini Brenes. También se destacan las contribuciones de sociólogos y lingüistas como: Óscar Aguilar Bulgarelli, Enrique Ramírez Briancesco, Gaetano Cersosimo Guzmán, Cristina Rossi Lara, Carlos Gagini Chavarría y Dagmar Facio Fernández.

### Ítalocostarricenses en el deporte

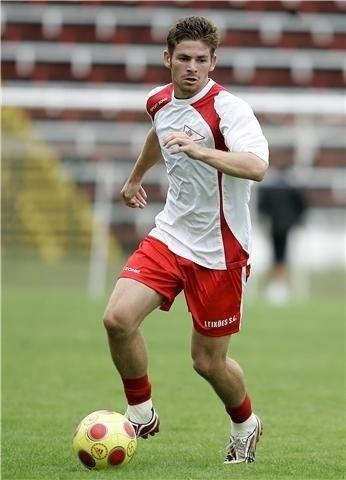
Brandon Poltronieri.

Otros tantos costarricenses de ascendencia italiana se desempeñan en el deporte, especialmente en el fútbol, donde destacan: Andrea Angelinetta, Erick Cabalceta, Brandon Poltronieri, José Garro, Marvin Loría, Italo Marenco, Esteban Segnini, Jorge Poltronieri, Geovanny Jara y José Miguel Cubero, entre muchos otros. Además, en los bolos sobresale Marco Aurelio Odio Gallardo y en esgrima descuella André Conte Chan.
La tradición deportista costarricense recibió un gran aporte de los inmigrantes italianos, pues ellos —al venir de una potencia deportiva como Italia— inyectarían cierta influencia en la proliferación del deporte en el país, que no se ha caracterizado a nivel histórico por un apoyo notable del gobierno. Siendo, por ejemplo, presidentes de la Federación Costarricense de Fútbol: José Albertazzi, Moisés Vicenzi, Francisco Morelli, Melvin Cavallini, Isaac Sasso y Óscar Bulgarelli.

### Ítalocostarricenses en la religión

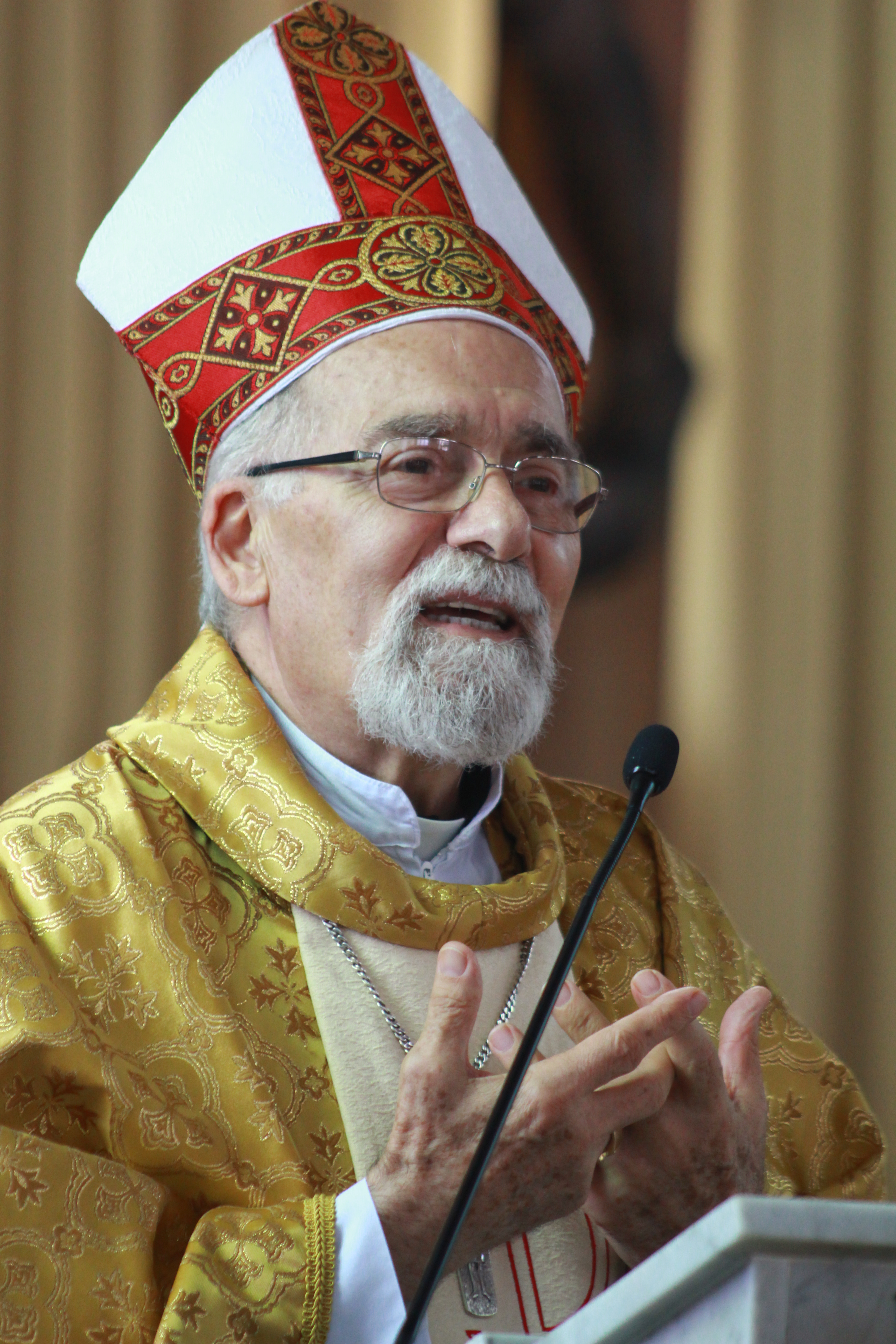
Vittorino Girardi.

La religión predominante en Costa Rica es la católica, condición que facilitó enormemente la integración de los inmigrantes italianos y su descendencia en la sociedad del país. Esto lógicamente propició que varios itálicos e ítalocostarricenses lograran destacarse dentro de la Conferencia Episcopal de Costa Rica, siendo obispos: Luigi Bruschetti, Rubén Odio Herrera, Guillermo Loría Garita, Vittorino Girardi y Javier Gerardo Román Arias. También arribaron numerosos misioneros —combonianos y jesuitas principalmente— que muchas veces arriesgaron sus vidas en peligrosas evangelizaciones en territorios de indígenas o en tierras inhóspitas de complicada topografía.
Mención aparte merece el presbítero Manuel Antonio Chapuí Torres, de ascendencia italiana, que donó terrenos de una importante extensión para el poblamiento de la ciudad de San José. Por eso, el Parque Metropolitano La Sabana y el actual Hospital Nacional Psiquiátrico llevan su nombre.

### Ítalocostarricenses en el comercio
Desde el siglo XX es remarcable el aporte de los italianos en el comercio, las empresas y la industria costarricense. Cuando comenzó la entrada masiva de calabreses, muchos tenían la solvencia económica para establecer prósperos negocios en Costa Rica, por lo que no tuvieron mayor dificultad para integrarse en la aristocracia criolla del país, y otros se adaptaron o se dieron a conocer de manera satisfactoria en el ambiente laboral gracias a sus habilidades, logrando tiempo después establecer sus negocios.

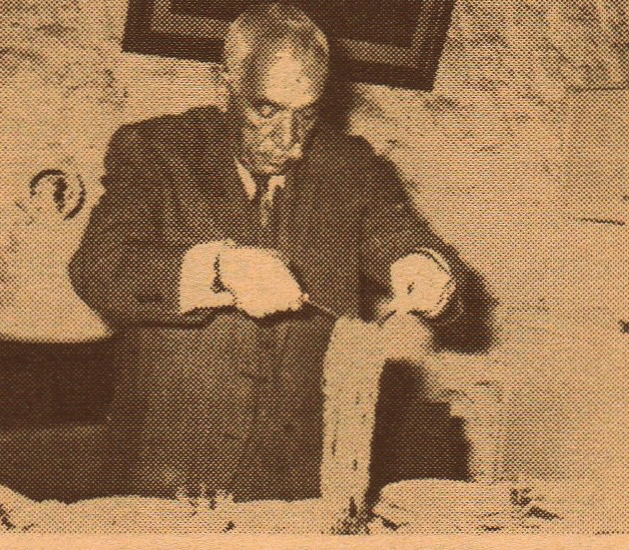
Nicolás Musmanni.

Es así, como durante las primeras décadas del siglo pasado los inmigrantes italianos consolidan un floreciente comercio, principalmente en el Valle Central. Durante esa época crean multitud de almacenes, importadoras, sastrerías , zapaterías, joyerías, restaurantes, pastelerías, cantinas y panaderías —particularmente en San José— que logran perfilarse a la vanguardia del comercio nacional y centroamericano. Muchos exclusivos negocios en la capital fueron propiedad de itálicos, entre ellos: la sastrería Scaglietti fundada en 1888 por Santi Scaglietti Mariana, la tienda Aronne-Mainieri creada por Luis Mainieri Aronne y Luigi Aronne Mainieri en 1942, la tienda Feoli fundada por Nicolás Feoli a mediados de los años 40, la sastrería Di Mare erigida por Blas di Mare Schifino en los años 50 y la tienda Sans Souci que fundó Carmelo Mainieri también en la década de 1950. Por otro lado, la panadería Musmanni, una de las más grandes y exitosas del país, fue establecida en 1929 por Domingo Musmanni Lavorito (nacido en Cosenza e hijo de Nicolás Musmanni Alesandria y Teresa Lavorito de Musmanni). También descuella Olga Cozza Soto de Picado, esposa de René Picado Esquivel, fundador del principal canal de televisión del país, Teletica. Tras la muerte de su esposo ella asume la dirección de la empresa y será un pilar fundamental para su posterior desarrollo y consolidación en la industria televisiva costarricense.
Hoy en día, existen multitud de ítalocostarricenses que son exitosos empresarios, como: Jorge Pattoni Sáenz, Mónica Segnini Acosta, Giovanni Cardullo, Paola Alvarenga, los Poma, los Zanellato y los Lavazza, entre muchos otros. Estos usualmente se asocian en la Cámara de Industria y Comercio Ítalo-Costarricense (CIC), una de las más importantes de la nación, por su peso cuantioso y cualitativo.

## Cultura
Durante los momentos de la inmigración masiva hacia Costa Rica el país era una joven nación, con una identidad tenue, maleable y poco consolidada. Como tal, fueron de notoria importancia los aportes que los italianos —junto con otros inmigrantes como los españoles y afroantillanos— inyectaron en el país, generando una gran influencia idiomática, gastronómica, social, arquitectónica y artística, en lo que fue un sincretismo cultural de potentes magnitudes.
Pese a que entró de manera masiva una corriente del Norte en el siglo XIX, la verdadera y más notoria influencia se dejó sentir con la migración cuantiosa del Sur, particularmente calabresa, y la colonización de San Vito de Java, ambas acaecidas el siglo pasado.

### Idioma

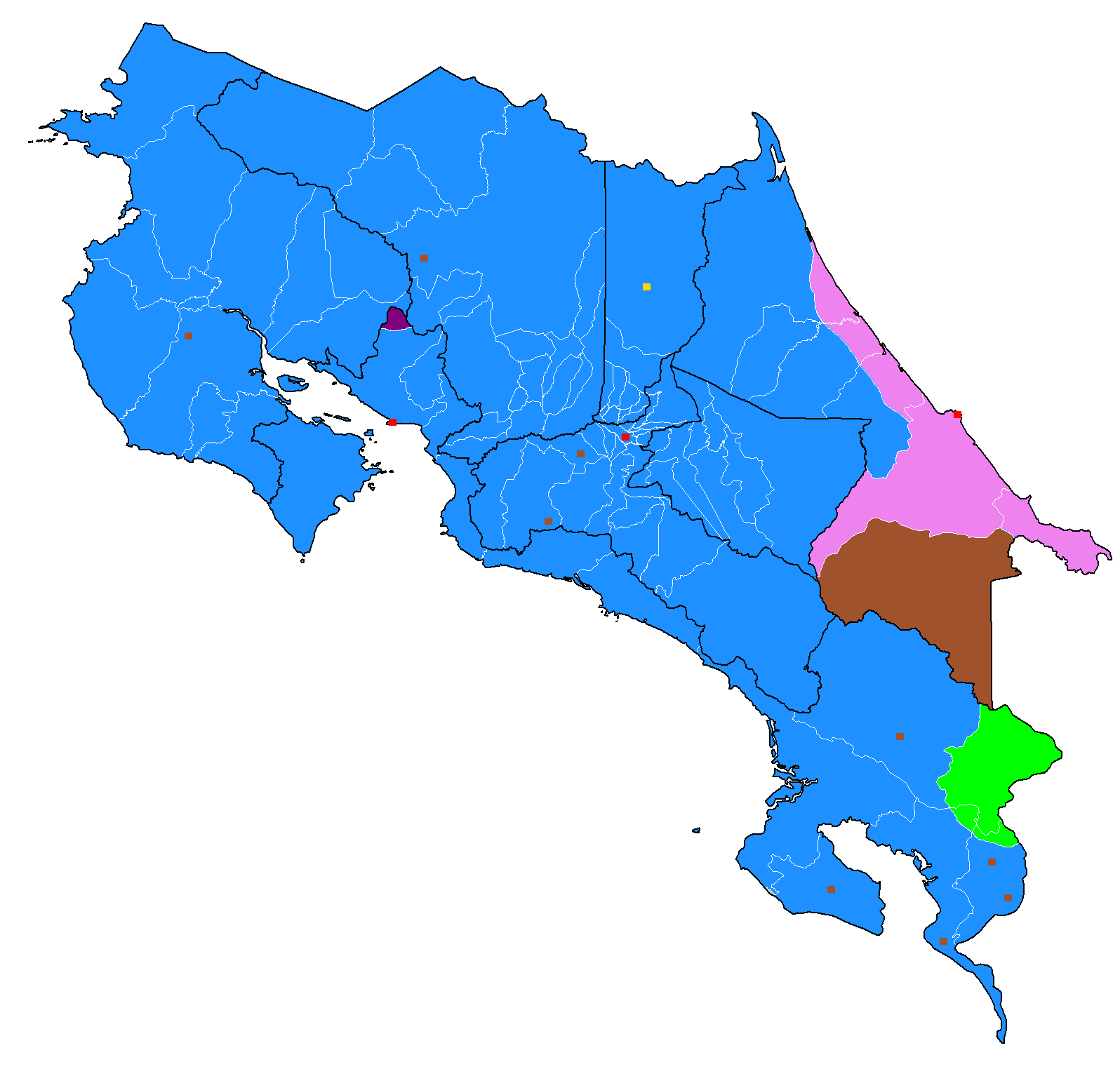
Lenguas de Costa Rica, el italiano cotobruseño y sanviteño se distingue al sur del país en color verde.

Costa Rica es el país centroamericano con la comunidad italoparlante más grande y floreciente. La zona con mayor presencia de locutores es —aparte de San José— la Zona Sur; especialmente en los cantones de Coto Brus y Corredores, donde existen comunidades como San Vito que fueron colonizadas por inmigrantes italianos y donde todavía se habla de manera activa el idioma, con mayoría de variedades sardas, calabresas y sicilianas.
Por su parte, en esas comunidades cotobruseñas se imparte el idioma italiano en la educación pública regional, y por todo el país hay multitud de colegios que también enseñan la lengua como materia optativa.
Es también destacable la duradera influencia meridional en ciertos aspectos fonéticos y léxicos del español de Costa Rica. Entre las herencias lingüísticas italianas, la más conocida es la pronunciación de la r y rr, que la mayoría de la población pronuncia como una fricativa alveolar rótica sorda, igual que lo hacen los sicilianos. Por otro lado, existen en las jergas costarricenses multitud de italianismos: acois (del it. eco: aquí), birra (del it. birra: cerveza), bochinche (pelea, desorden), capo (alguien sobresaliente), campanear (del it. jergal campana: espía, significa vigilar), canear (del it. canne: bastón de policía, significa estar en la cárcel), chao (del it. ciao: adiós), facha (del it. faccia: cara, se utiliza cuando alguien está mal vestido), fachudo (se utiliza cuando alguien está mal arreglado) y sonar (del it. suonare: sonar, significa fracasar o golpear), entre muchos otros.

### Gastronomía

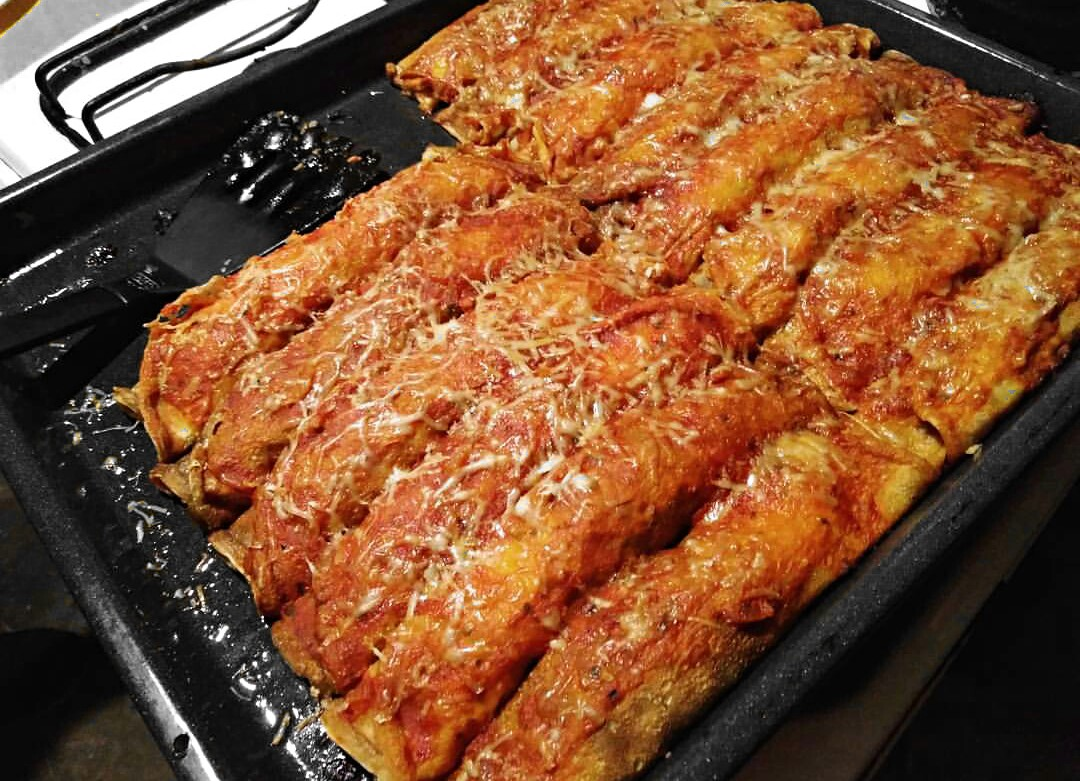
Canelones rellenos de carne molida con salsa de tomate, un claro ejemplo de un platillo italiano acriollado en el país.

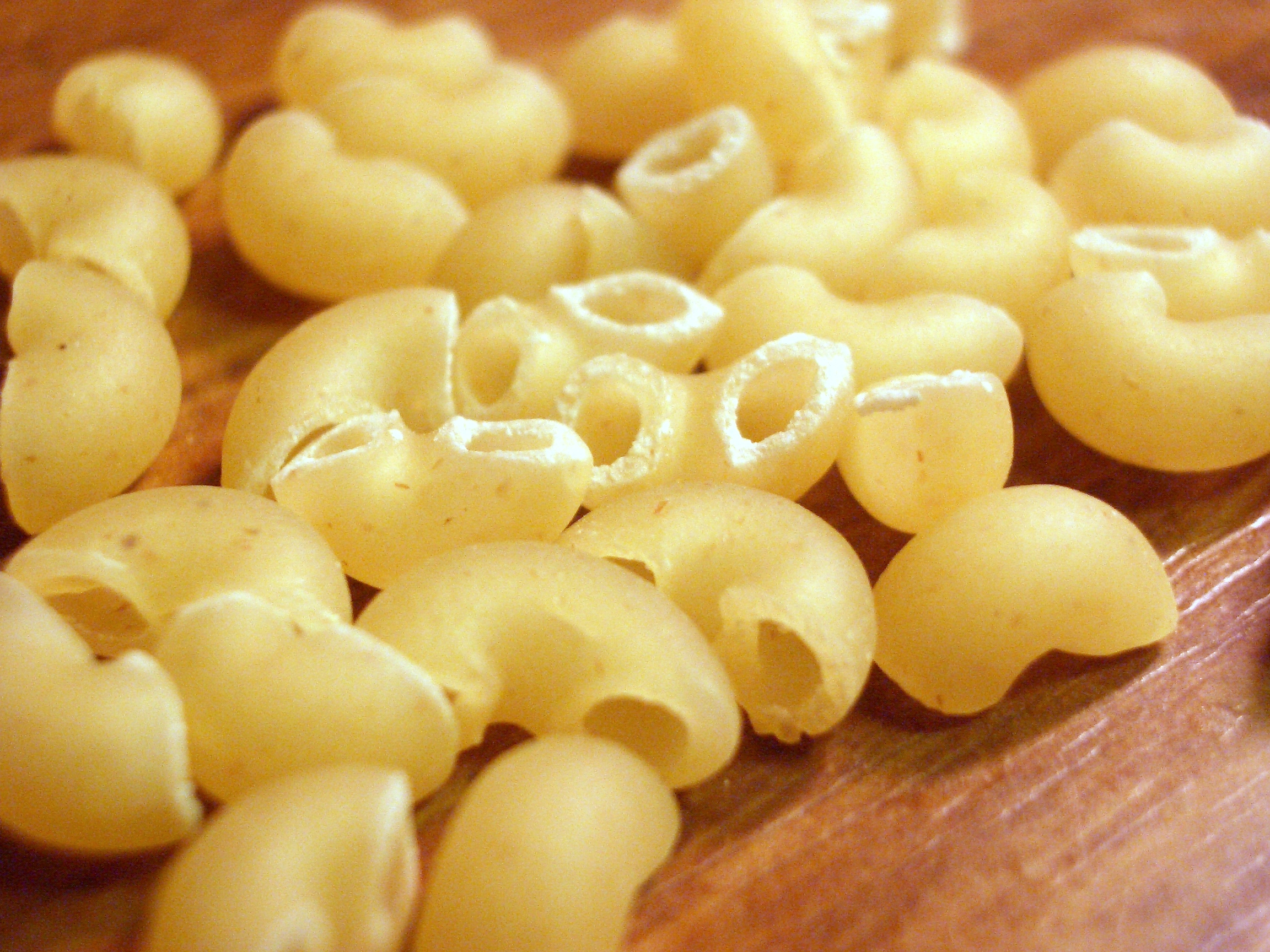
Macarrones lumaconi, conocidos popularmente en el país como "caracolitos", son una de las pastas de mayor consumo en la dieta costarricense.

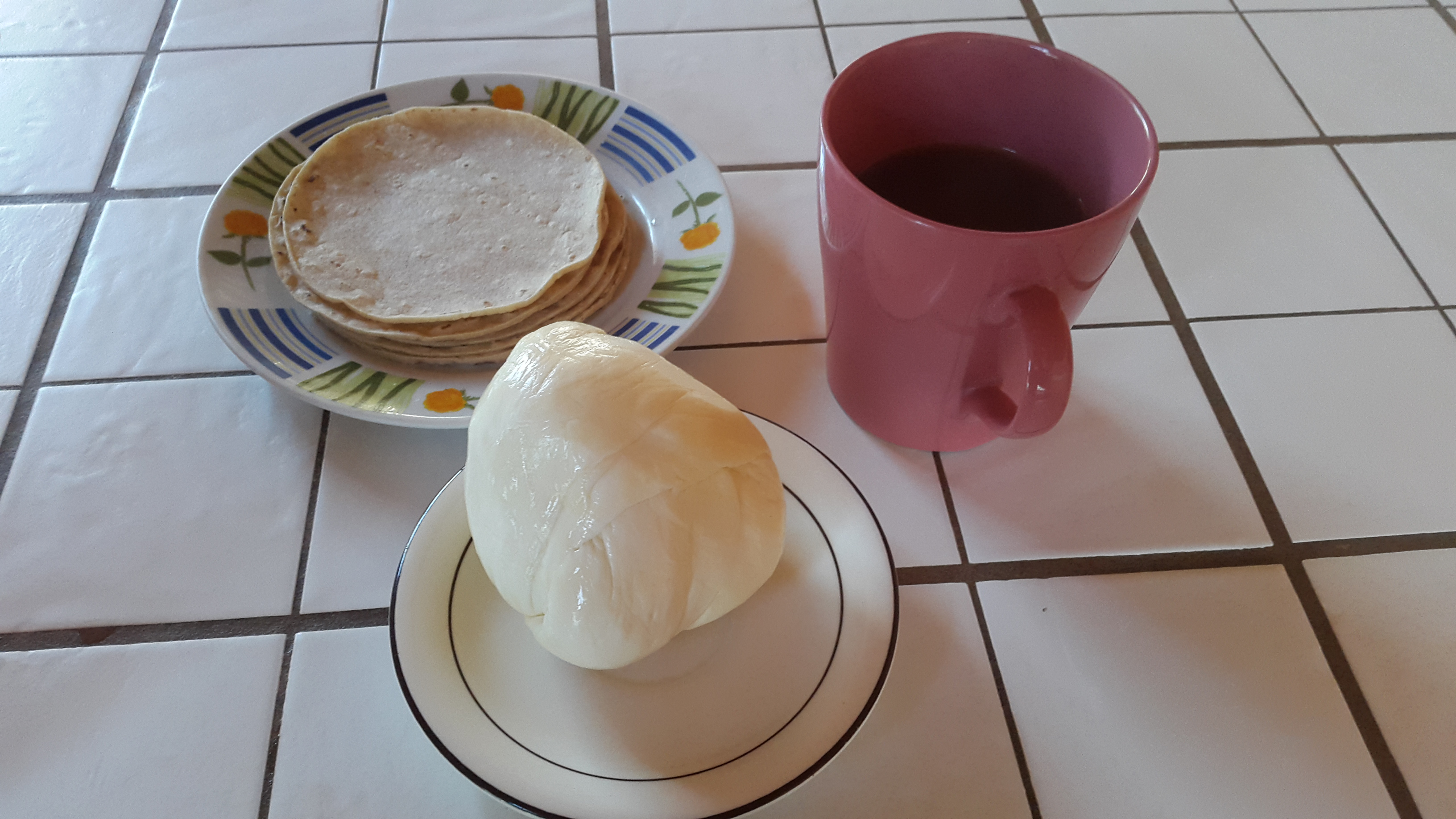
Queso palmito de tipo mozzarella criollo.

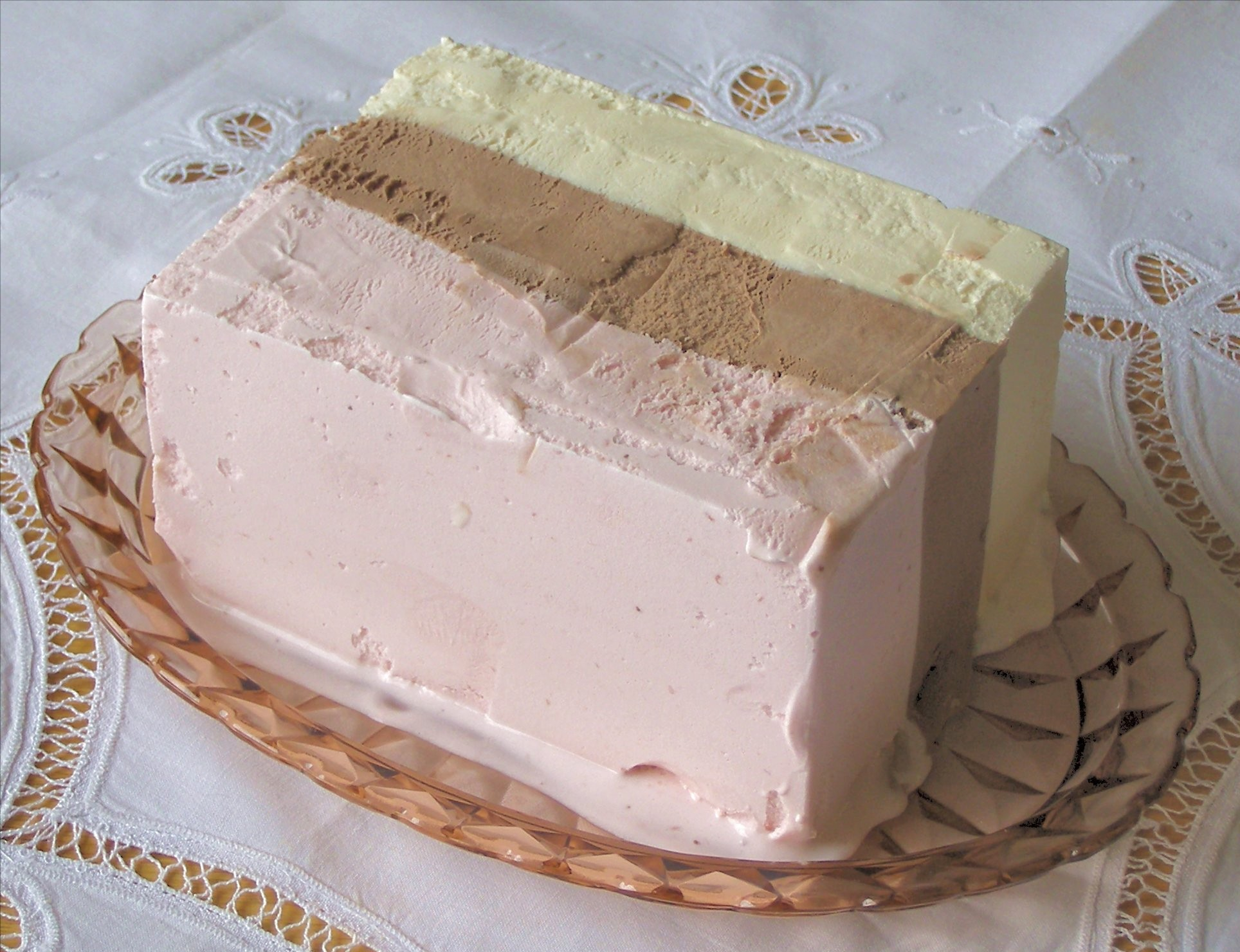
Helado napolitano, uno de los postres italianos de mayor consumo en el país.

Por influencia de los inmigrantes la cocina costarricense recibió notables aportes de la gastronomía de Italia, los mismos aún se mantienen con gran popularidad y se presentan de manera mayoritaria en el Valle Central y San Vito. Igualmente, se crearon platos criollos propios de los italianos en Costa Rica, adaptándose a la disponibilidad alimentaria local.
Dentro de la culinaria ítalocostarricense destacan las pastas, parte integral de los hábitos alimentarios y presentes en todas sus formas. Las pastas se conocen en el país desde la época colonial, pero no fue hasta la oleada masiva de inmigrantes que estas aumentaron su popularidad en la dieta criolla, pues con la llegada de los italianos se dieron a conocer numerosas recetas para prepararlas, a su vez que se incrementó de manera importante el número de variedades disponible a la venta.
Hoy en día, muchas de las recetas con pastas se han constituido en platos criollos favoritos del costarricense, siendo Costa Rica uno de los mayores consumidores de pasta en el planeta. Los macarrones son —por amplia mayoría— los más populares, principalmente los que se consumen con achiote, tomate y carne de cerdo en trocitos. Otros platos preferidos son la sopa de fideos, los fetuchini, los caracolitos, los ñoquis, los tallarines, el calzone, la focaccia, los canelones y la lasaña. Muchas de estas pastas lograrían una cohesión tan fuerte, que ahora son parte integral del casado, el plato más tradicional del país.
Por otro lado está la pizza, que es el plato italiano más difundido en el planeta. En Costa Rica se encuentran innumerables variedades de la misma; ya sean tradicionales italianas, criollas americanas, con diferentes tipos de pasta, por metro y rellenas, entre muchas otras. Estas se comercializan en otra inmensa variedad de establecimientos; desde las grandes franquicias comerciales hasta las pizzerías de pueblo. La pizza costarricense se produce con queso y tomates criollos; carne molida, jamón, cebolla, aceitunas y chile dulce.
Existe, además, una variada producción de quesos acriollados de tipo italiano. El más destacado es el queso palmito, que básicamente es de estilo mozzarella, hecho con leche entera en forma de pasta para hilar. Su sabor es ligeramente salado y tiene un poco de acidez por la maduración.
En cuanto al consumo de postres, son bastante populares: los gelatos, el helado napolitano, el tiramisú, los lazos, los rosquetes y, en época navideña, el panetón. Además se consumen multitud de vinos y licores italianos.

### Arte

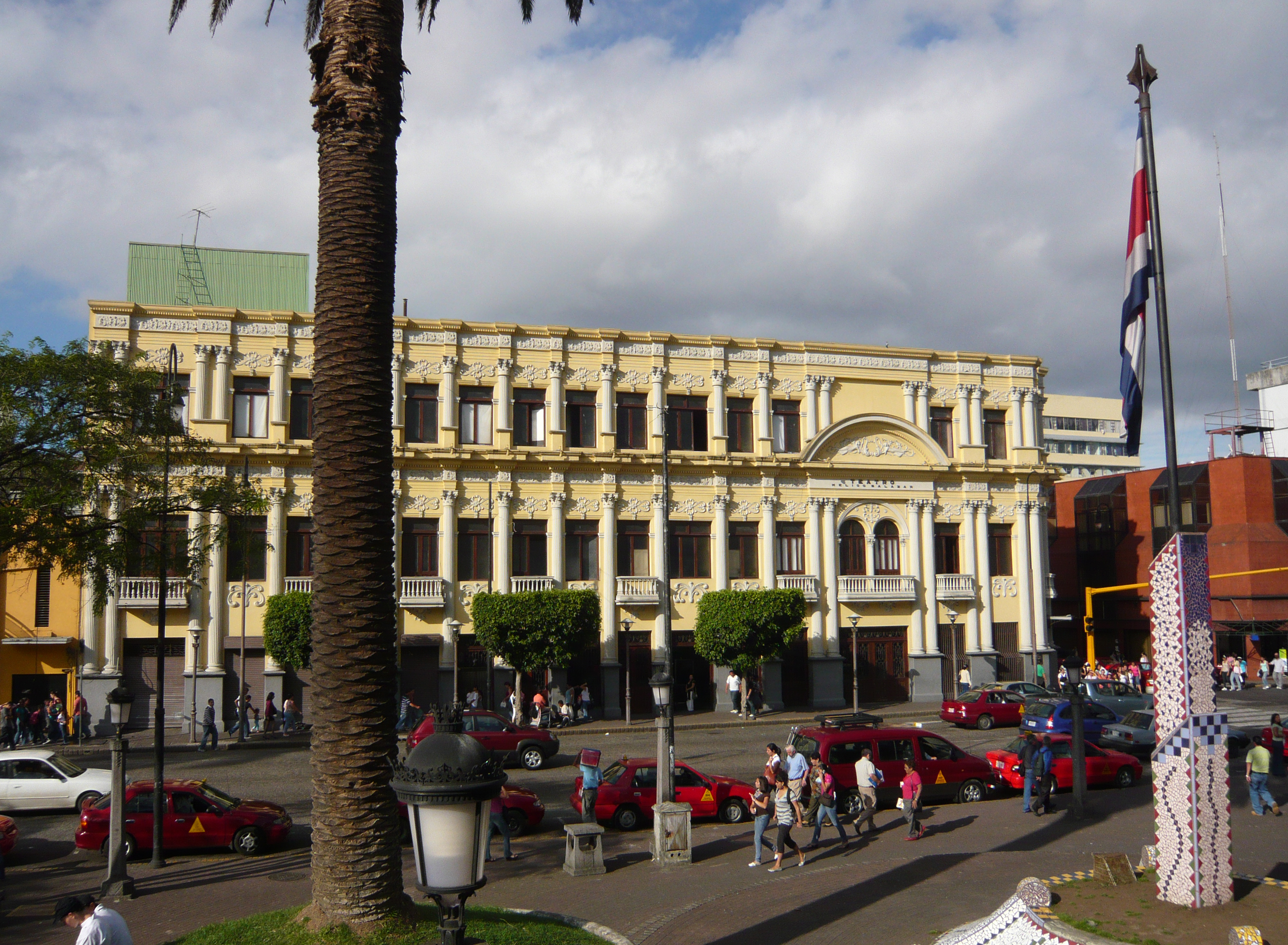
Teatro Melico Salazar, uno de los más importantes espacios de proliferación artística y cultural en San José.

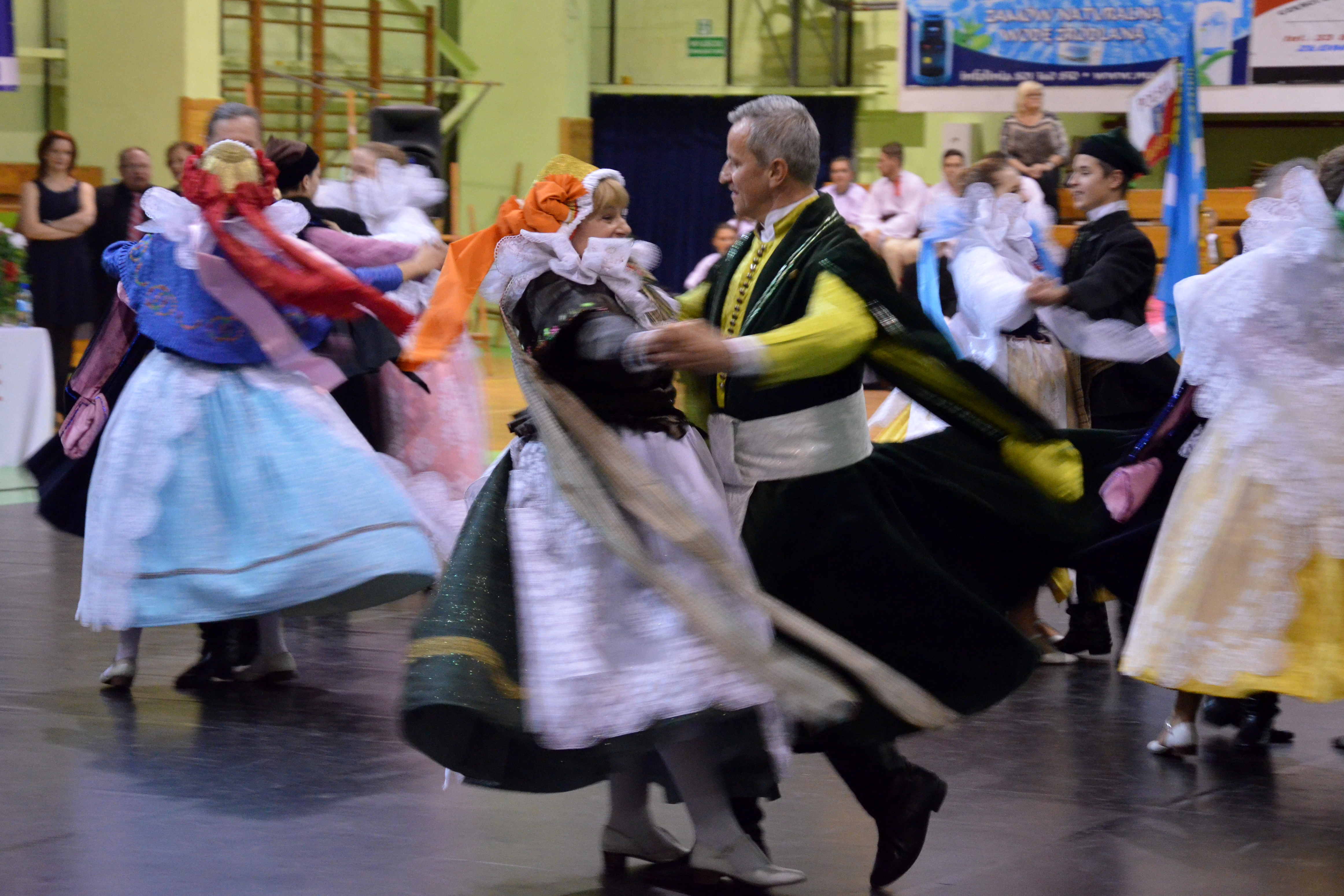
Baile de quadriglia.

Las artes costarricenses también se vieron fuertemente influenciadas por la colectividad ítalocostarricense. Aparte del nutrido contingente de artistas de ascendencia italiana que se han desempeñado en todas las ramas artísticas, también es destacable el aporte innovador que inyectaron los inmigrantes italianos a su arribo.
En la música, puede destacarse el aporte hacia las variedades regionales del Valle Central y la Zona Sur, pues los inmigrantes traerían consigo músicas tradicionales italianas, cuadrilla y canzoneta. A su vez, la Orquesta Sinfónica Nacional fue fundada por el ítalo-uruguayo, Hugo Maniari en 1940. En cuanto al teatro, este recibiría importantes aportes de Carlos Gagini (Don Concepción: juguete cómico en un acto, 1902), Alfredo Catania (Puerto Limón, 1978) y Leda Cavallini (Pinocho, 1989), junto con destacados intérpretes como Ana Poltronieri.
Además, la arquitectura de los siglos XIX y XX —especialmente en San José— se vería enriquecida con los nuevos conocimientos y aportes traídos por los italianos, como las corrientes: neoclásica, modernista, barroca y rococó, entre muchas otras. También sobresale el legado arquitectónico italiano, debido a la multitud de inmuebles diseñados y construidos por arquitectos itálicos. Entre ellos destacan Cristóforo Molinari Acchipatti, ingeniero estructural del Teatro Nacional y Francesco Tenca Pedrazzini, arquitecto del Edificio Steinvorth, y restaurador del Liceo de Costa Rica y del Hospital San Juan de Dios. Otros personajes de importancia para la arquitectura josefina serían: Alfredo Andreoli Ceré, Adriano Arie Vaselli, Attilio Lazaro Riatti Mainetti, Gaetano de Benedictis Fracassa y Lorenzo Durini Vasalli.

Arquitectura ítalocostarricense
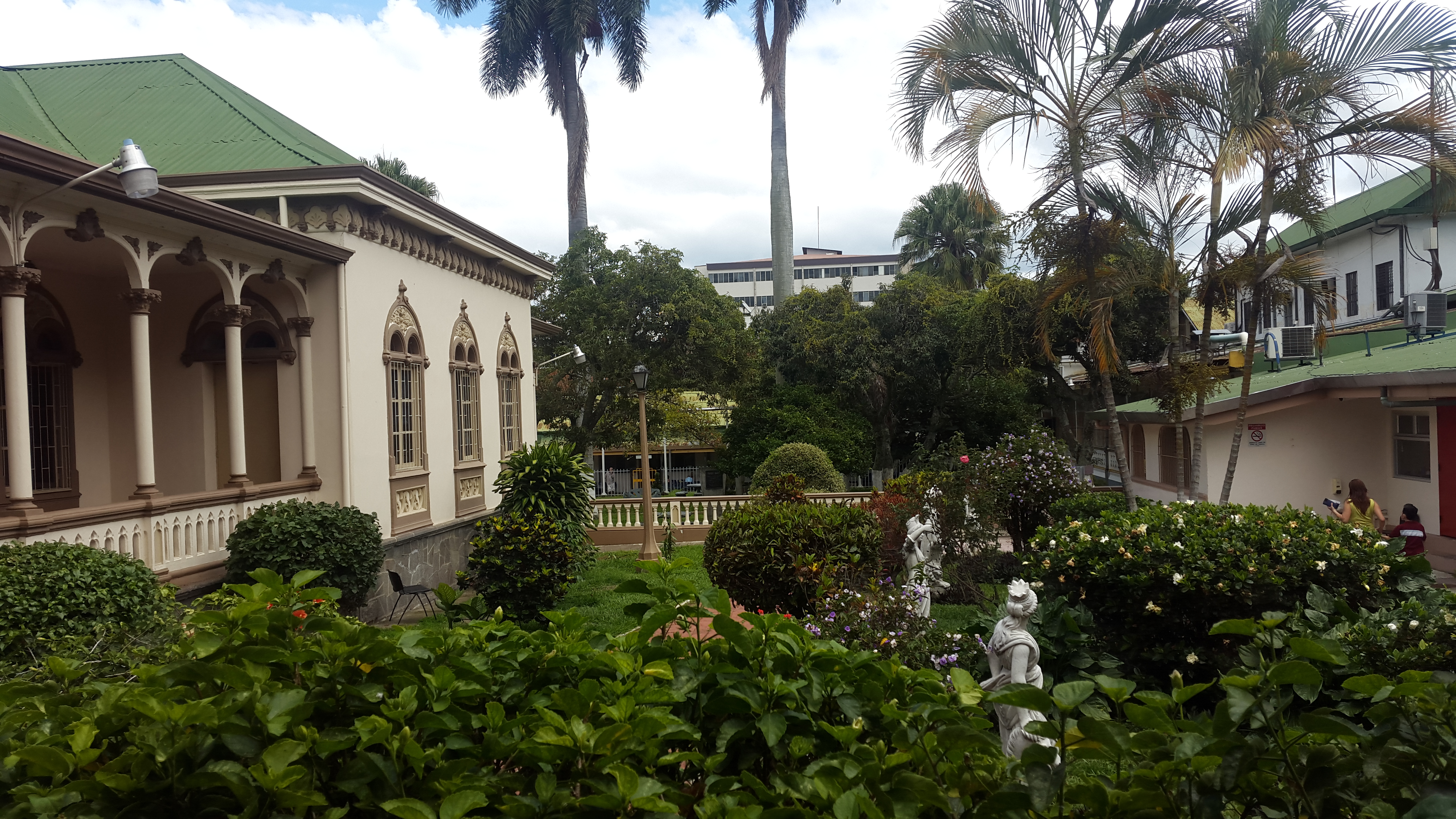
Hospital San Juan de Dios
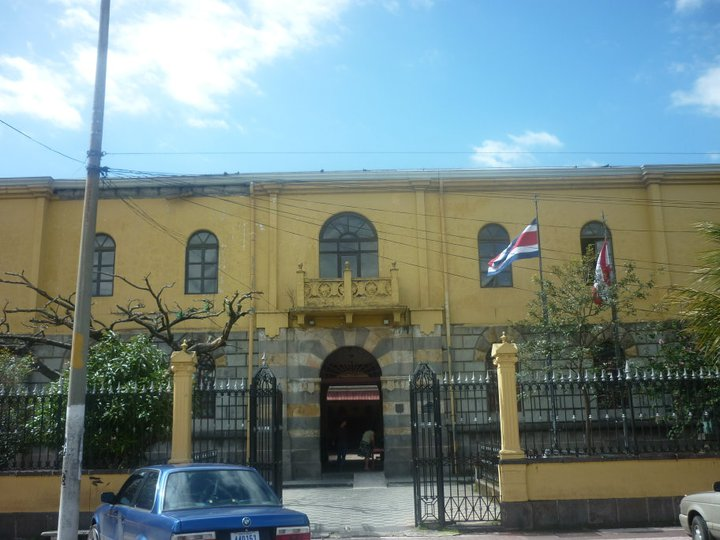
Liceo de Costa Rica
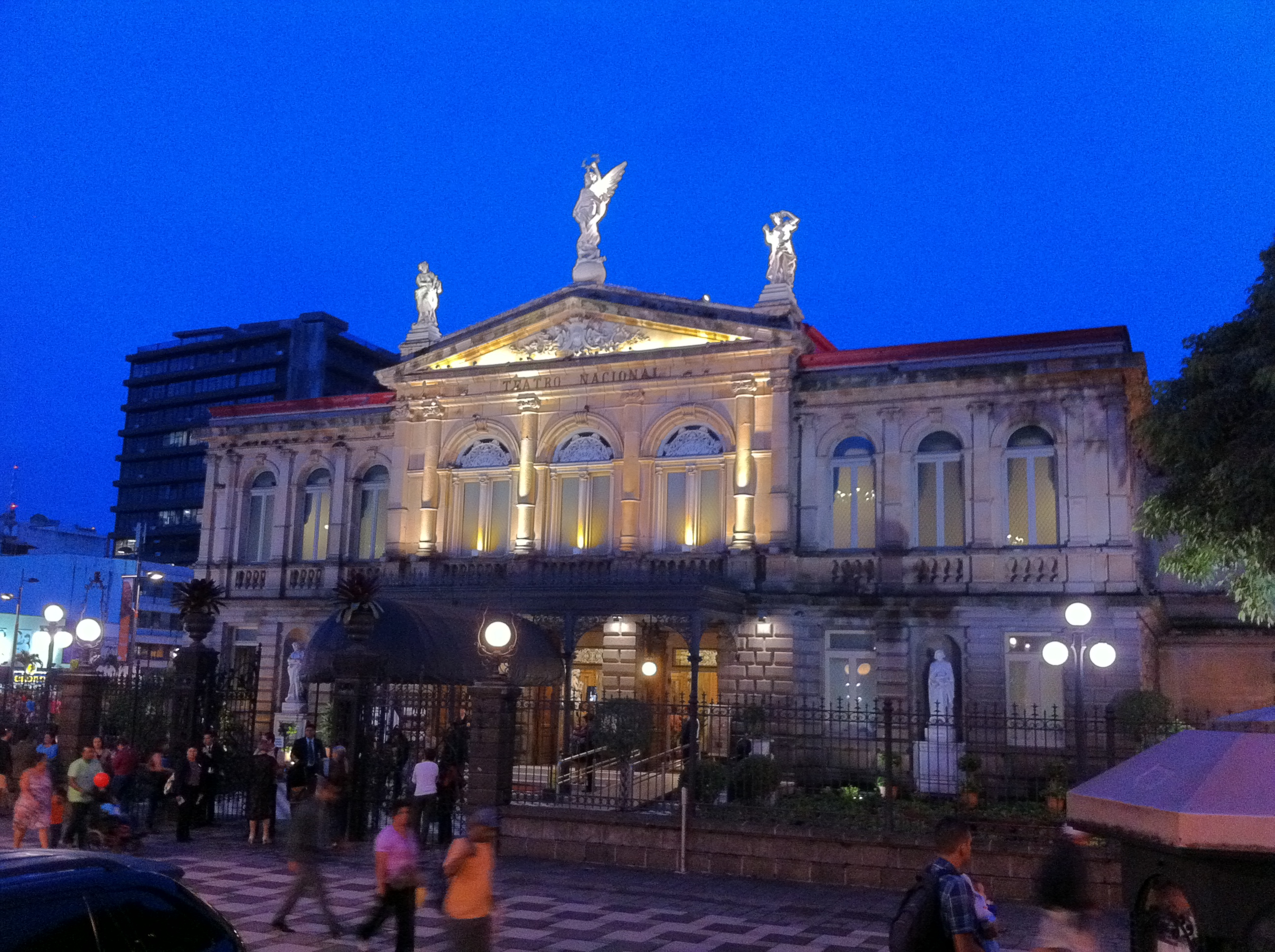
Teatro Nacional
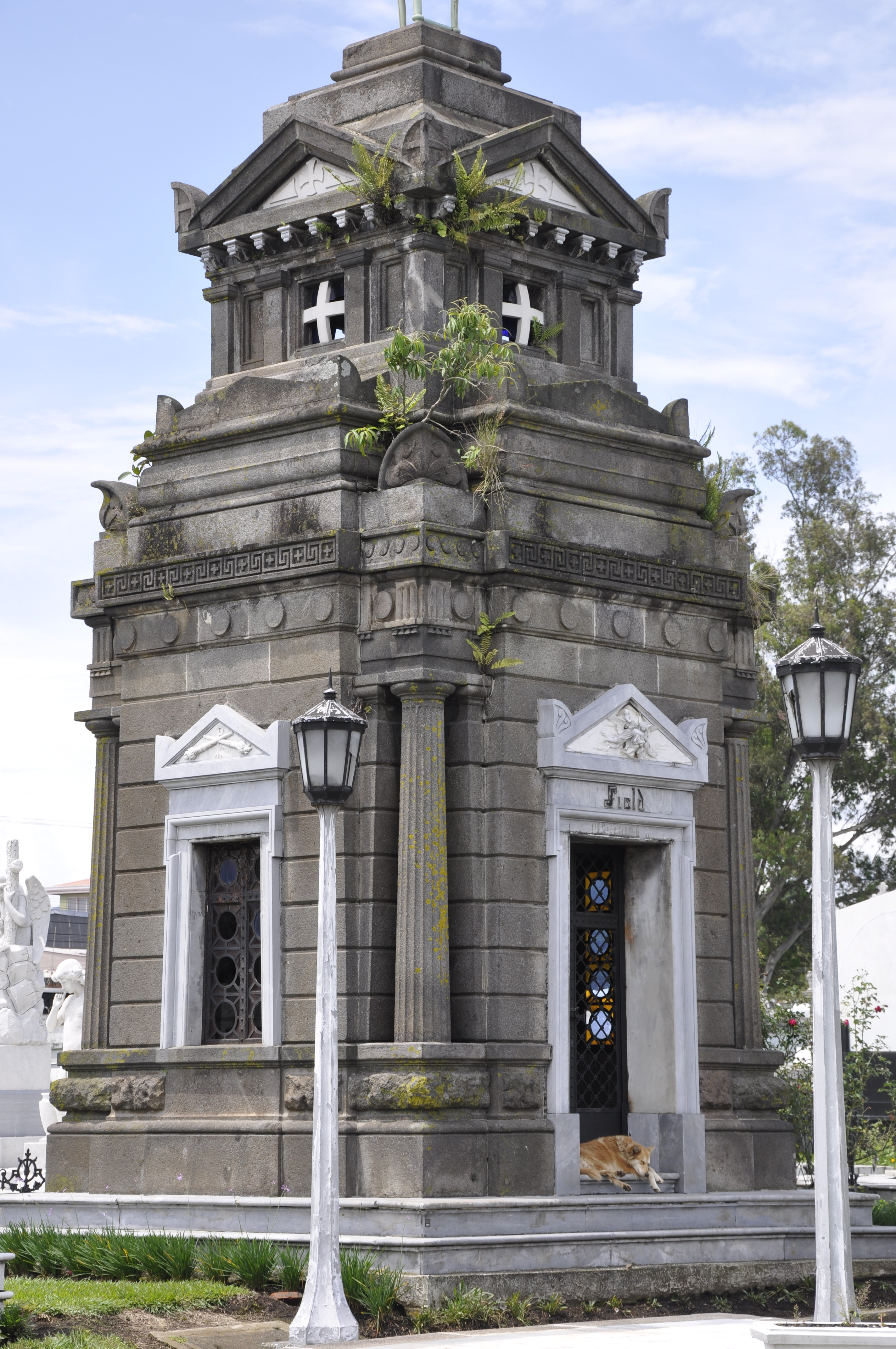
Mausoleo Field, Cem. Gral.
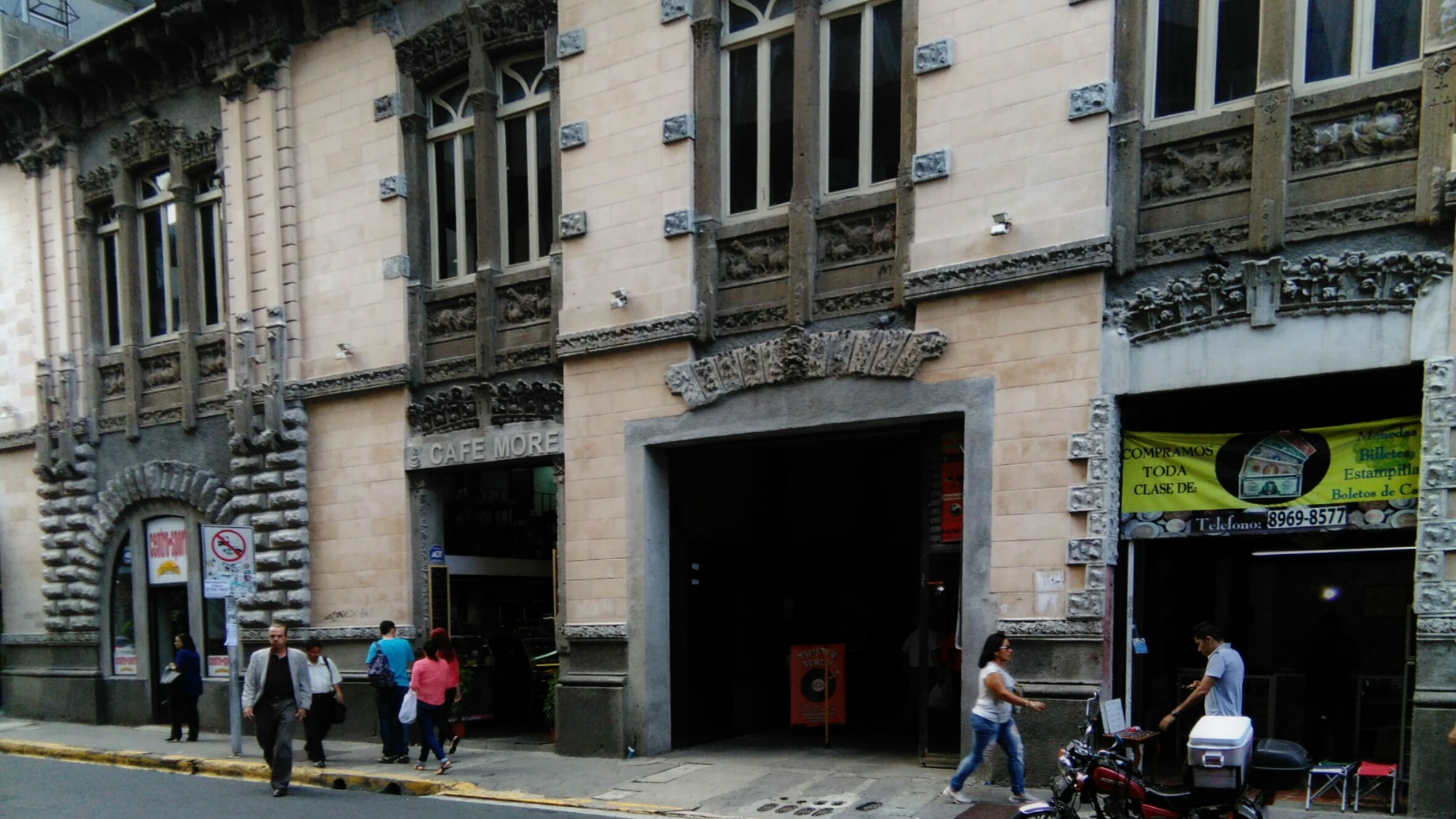
Edificio Steinvorth

### Institucionalismo

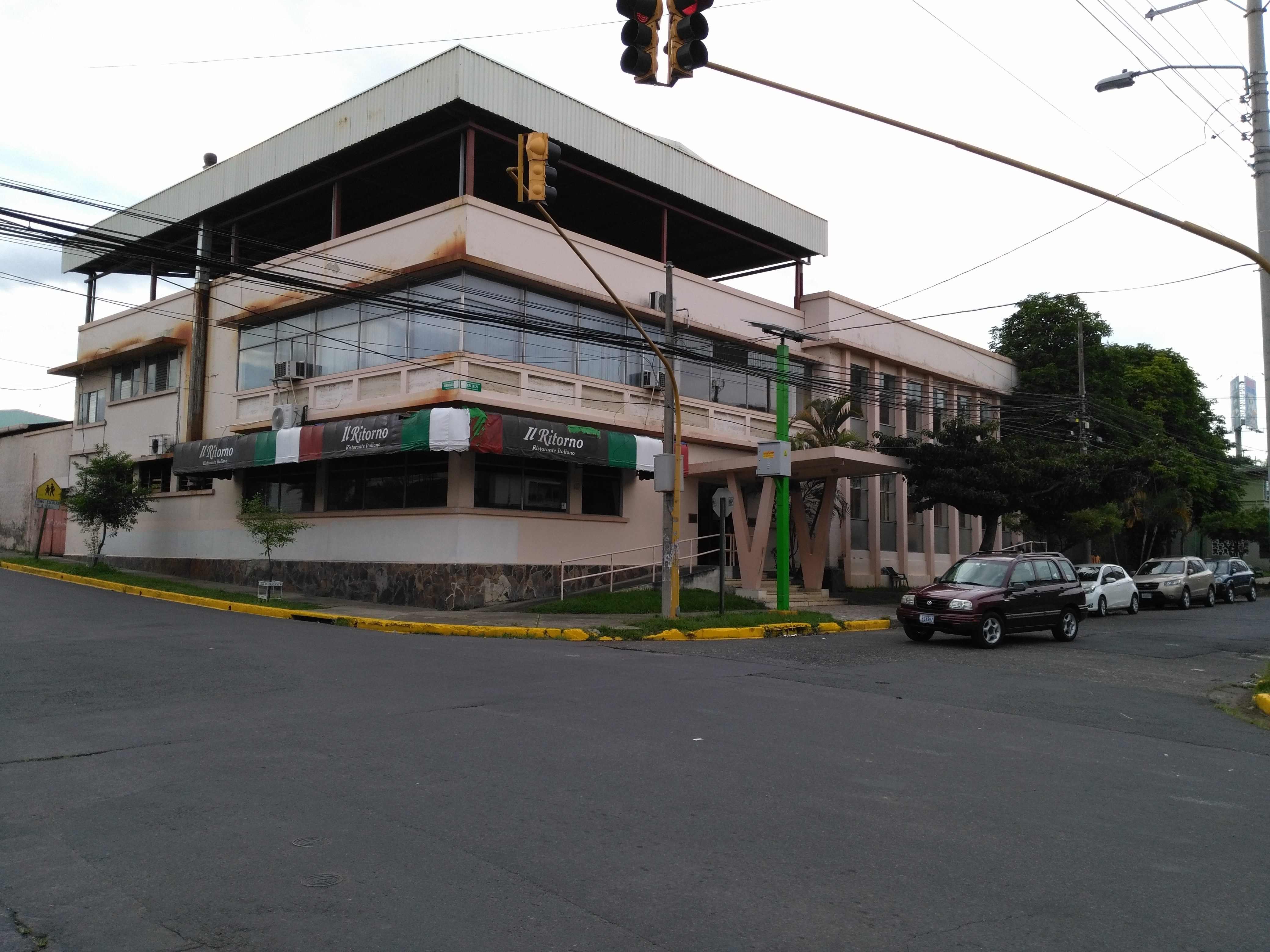
Casa Italia en San José.

Son muchas las instituciones y asociaciones culturales que creó la colectividad italiana en Costa Rica. El núcleo histórico de la comunidad ítalocostarricense fue la ciudad de San José, la comunidad que más inmigrantes italianos recibió en toda América Central. Hoy en día, la capital sigue ostentando ese papel de centralización para la congregación italiana, pues alberga a la mayoría de los ciudadanos itálicos radicados en el país, a pesar de que ahora sí existen otros centros que concentran cantidades considerables de inmigrantes.
En 1890 fue creada la Sociedad Filantrópica Italiana (Società Filantropica Italiana), recién dos años después de la primera inmigración masiva proveniente de Lombardía. Luego, esta evolucionaría en diversas Organizaciones Italianas de Mutuos Socorros, hasta que en 1902, cuando estaba comenzando la inmigración masiva calebresa, es creada como tal la Asociación Italiana de Socorro Mutuo (Società Italiana di Mutuo Soccorso).
Además, se inauguran el Club Italiano en 1904, el Centro Italiano en 1905 y la Casa Italia, de manera más tardía, durante la segunda mitad del siglo XX. Por otro lado, incontables instituciones culturales y educativas italianas fueron establecidas en el país; entre ellas muchos colegios y —la principal de todas— el Instituto Dante Alighieri de Costa Rica en 1932, que actualmente tiene cuatro sedes (dos en San José, una en Heredia y otra en Quesada), destacan también el Instituto Bologna, la Librería Italiana, el Museo de Arte Contemporáneo Italiano y el Centro Cultural Italia-Costa Rica.
En aspectos comerciales y empresariales la colectividad se organizó en la Cámara de Industria y Comercio Ítalo-Costarricense (CIC), creada en 1981 por un grupo de empresarios italianos y con sede en San José. Ya para el año de 1984 esta era reconocida por el gobierno italiano y agregada al programa comercial del Sistema Italia. Desde entonces esta asociación civil acoge, promueve y fomenta una multitud de negocios entre Italia y Costa Rica. Igualmente es miembro de la ACCA, una sociedad internacional de cámaras comerciales italianas establecidas en varios países de América Latina.
Por otro lado, en San Vito se encuentran el Liceo Bilingüe Ítalo-Costarricense y el Centro Cultural Sanviteño Dante Alighieri que tiene un museo itálico con información histórica sobre la inmigración italiana. En el patio del edificio está un jeep que fue alcanzado por una bomba en Italia durante la Segunda Guerra Mundial.